# François Décorchemont
François Émile Décorchemont né le 26 mai 1880 à Conches-en-Ouche, commune où il est mort le 17 février 1971, est un artiste peintre, céramiste et maître verrier français.

## Biographie

### Contexte familial et jeunesse

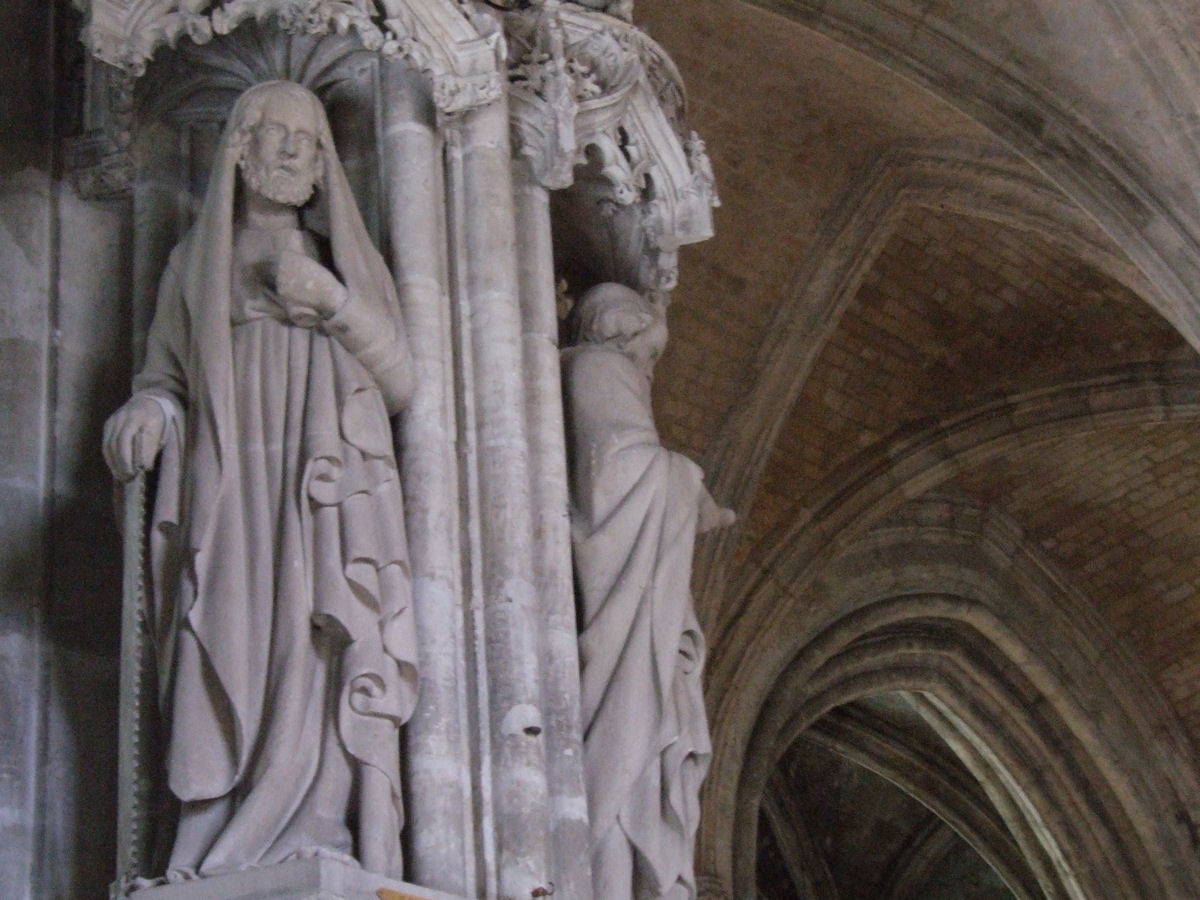
Jean-Louis Décorchemont, Apôtres, collégiale Notre-Dame de Vernon

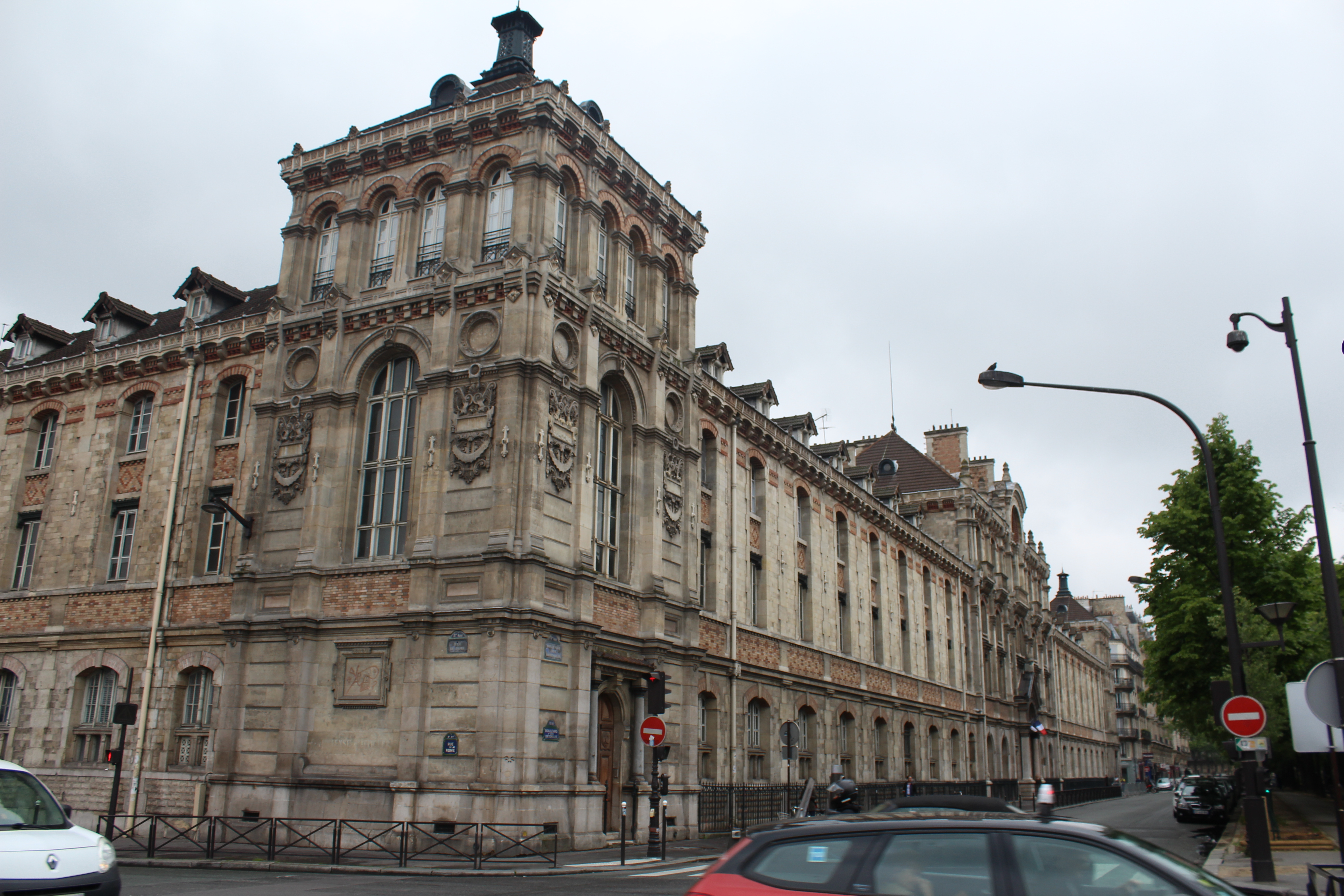
Lycée Chaptal, Paris

Dans une généalogie qui remonte jusqu'au hameau d'Écorchemont sur la commune du Thuit près des Andelys vers 1700, François Décorchemont est issu d'une famille d'artistes : son grand-oncle Jean-Louis Décorchemont (1796-?), sculpteur, est l'auteur des statues des douze apôtres conservées en la collégiale Notre-Dame de Vernon et son père, Louis-Émile Décorchemont (1851-1921), né à Saint-Pierre d'Autils et marié à Françoise Laumonier, est également sculpteur, comptant parmi ses œuvres la statue d'Antoine-Louis Barye visible sur la façade l'hôtel de ville de Paris. Les maîtres-verriers Étienne Leperlier (né en 1952) et Antoine Leperlier (né en 1953) seront ses petits-fils.
François Décorchemont passe les douze premières années de sa vie à Conches-en-Ouche chez son grand-père maternel François-Michel Laumonier, sculpteur de figures religieuses et réalisateur de meubles d'église consacrant ses loisirs à des fouilles d'archéologie gallo-romaine auxquelles il fait participer l'enfant, élève de l'école communale de Conches-en-Ouche jusqu'en 1892 où il vient vivre avec ses parents au 12, rue Ganneron à Paris et où il est élève du lycée Chaptal. Après ses études à l'École nationale des arts décoratifs de Paris où Henry de Waroquier, Francis Picabia, Victor Lhuer, Maurice Dufrêne et Georges Bastard - ce dernier, futur directeur de la Manufacture nationale de Sèvres, restera durablement un proche ami - sont de ses condisciples,, période où il peint déjà des paysages de facture impressionniste dans de petits formats qu'il signe du monogramme FD, il commencera à réaliser de nombreux objets en pâte de verre qui lui apporteront rapidement la notoriété.

### Maître verrier et toujours peintre
La technique de la pâte de verre s'était développée à la fin du XIXe siècle chez les verriers. Revenant s'installer à Conches-en-Ouche en 1907 pour y construire un four à bois et remplacer progressivement la technique de l'estampage - par laquelle il avait réalisé de premières pièces en pâte d'émail - par le procédé de la cire perdue, il fait évoluer dans les premières années du XXe siècle la technique de la pâte de verre fine puis épaisse et diaphane. « Atteignant la perfection de son art », il s’impose alors comme maître verrier et invente une matière nouvelle, la pâte de cristal. Devenant artiste permanent de la Galerie Georges Rouard au 34, avenue de l'Opéra, il ne cessera cependant jamais de peindre : « Vers 1930, il est véritablement un peintre d'atmosphère, sensible au caractère d'une région, à la qualité de sa lumière, à son charme particulier. Il peint en Normandie qu'il aime surtout au printemps et à l'automne, un peu en Bretagne et dans le Nivernais. Il est séduit par la finesse et la délicatesse des verts des herbages normands, par les pierres grises et les chemins creux bretons et par la lumière bleue des bords de Loire. Il peint aussi des natures mortes et des fleurs ».

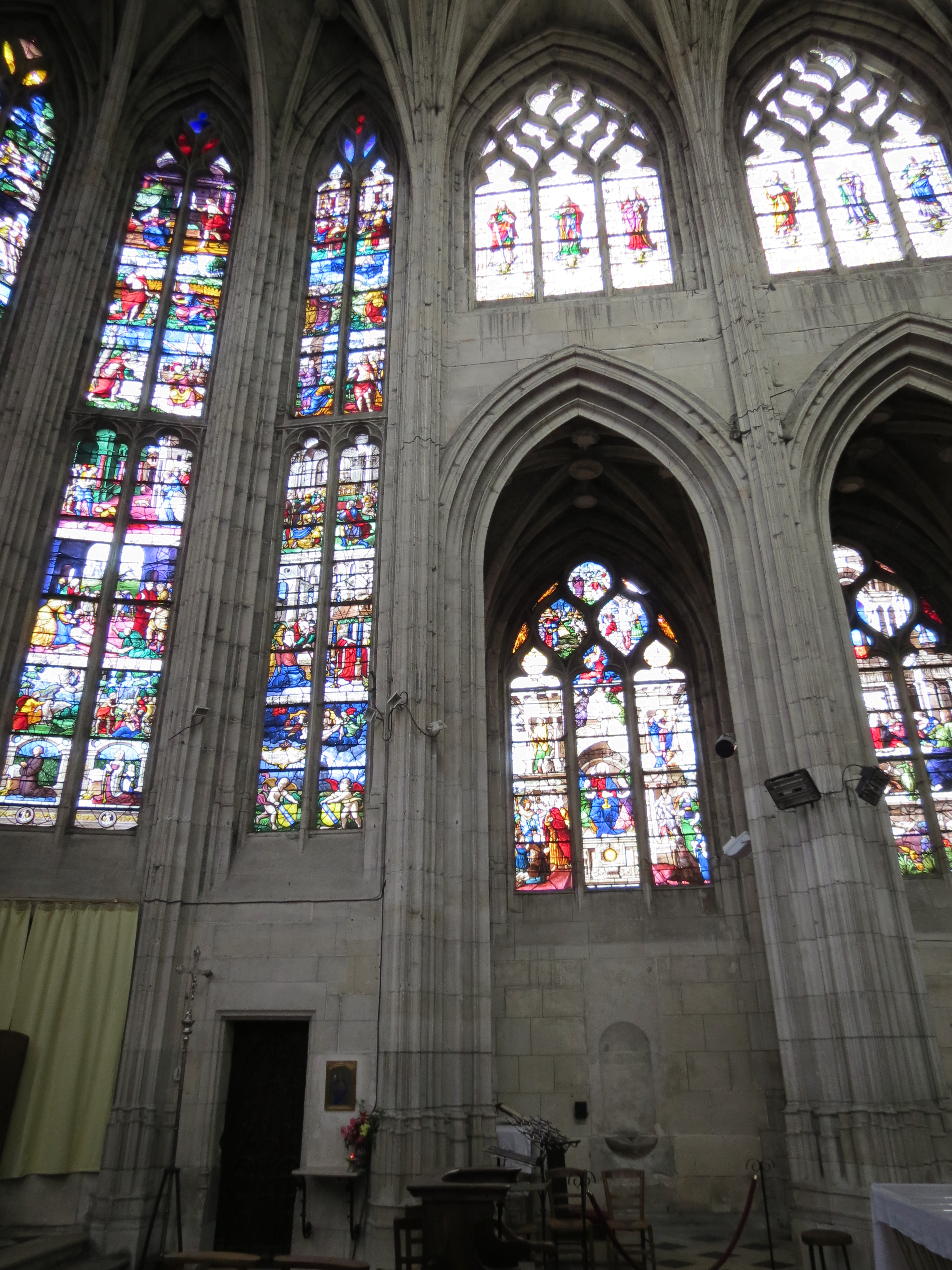
Église Sainte-Foy de Conches-en-Ouche

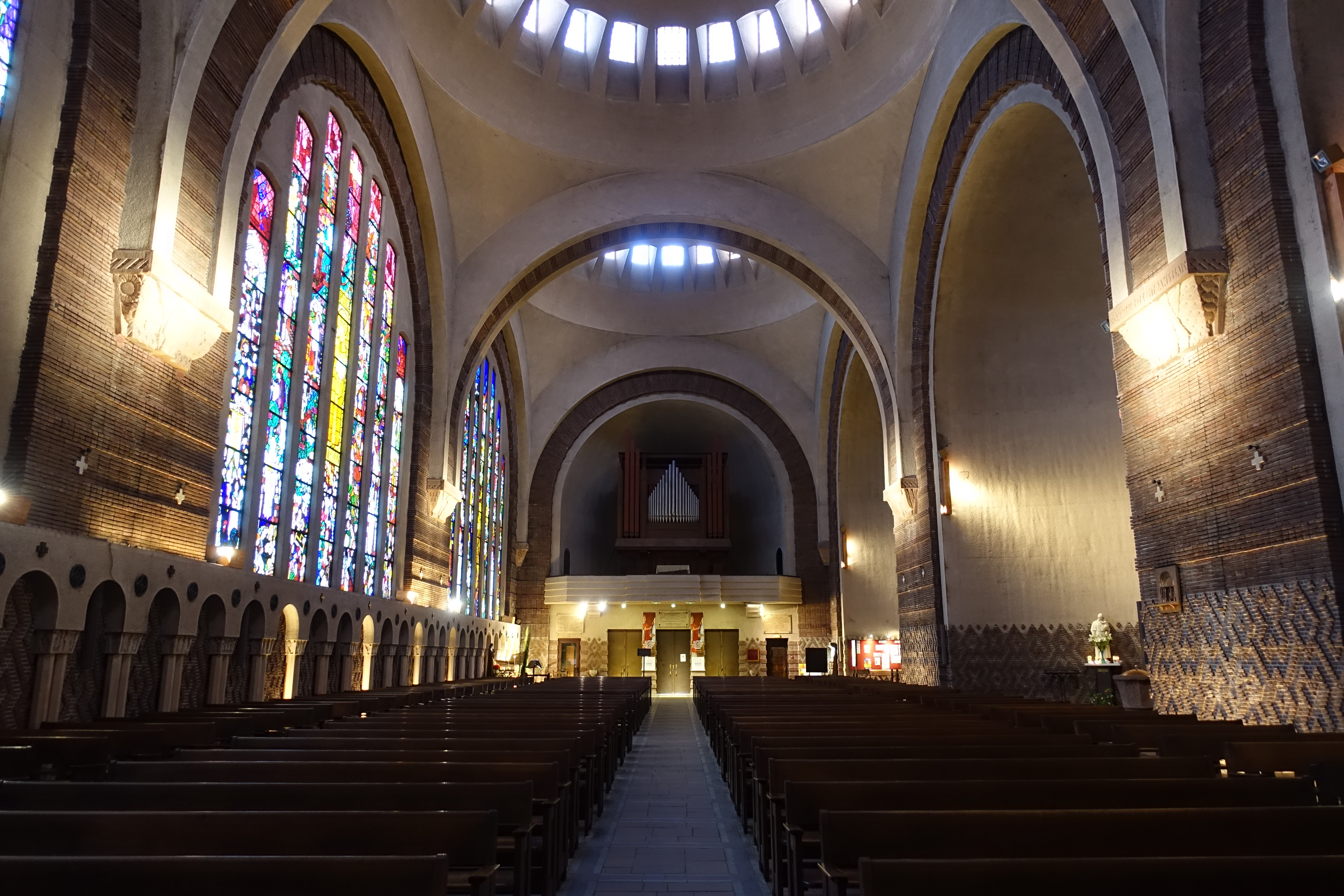
Église Sainte-Odile, Paris

Après la Première Guerre Mondiale où il est mobilisé dans les transmissions à Évreux, François Décorchemont épouse le 26 mai 1919 Germaine Heuzé, peintre pastelliste de Vernon (Eure), qui décède en 1921, peu après la naissance de leur fille Michelle (1921-2013) qui sera elle aussi artiste peintre. Il se remarie le 5 juin 1928 avec Marie-Antoinette Pellet. Chrétien fervent, c'est en fréquentant l'église Sainte-Foy de Conches-en-Ouche, dotée de remarquables vitraux de la Renaissance, que lui vient l'idée d'appliquer sa technique à l'art du vitrail dans les années 1930. Son premier vitrail daté de décembre 1932, une Nature morte aux fruits qui demeure conservée au Musée du verre François Décorchemont de Conches-en-Ouche, est bientôt suivi de la commande majeure des verrières de l'église Sainte-Odile dans le 17e arrondissement de Paris. Après la Seconde Guerre mondiale, il se consacre ainsi plus particulièrement aux vitraux, notamment dans sa région.
Personnage très discret et peu communicant, il garde secrètes ses découvertes et ses techniques. Peintre, céramiste, verrier, il crée l’ensemble de ses œuvres, le dessin, le moule et la finition, offrant à Jean Marchal de souligner : « c'est la seule œuvre qui porte la marque d'un seul homme, créateur complet comme autrefois l'artisan médiéval, mais aussi par ses images théologien et historien du christianisme ». 
Situé par Jean Rollet « parmi les grands créateurs verriers du XXe siècle », son œuvre se caractérise par un dessin épuré, proche de l'Art nouveau, aux lignes simples et par l'éclat, la transparence et la luminosité des couleurs. Ses créations n’ont pas de valeur fonctionnelle mais seulement décorative de par leur fragilité et leur coût de production. Il édite ses œuvres en petites séries et ne cherche pas le rendement mais l’esthétisme.

## Expositions

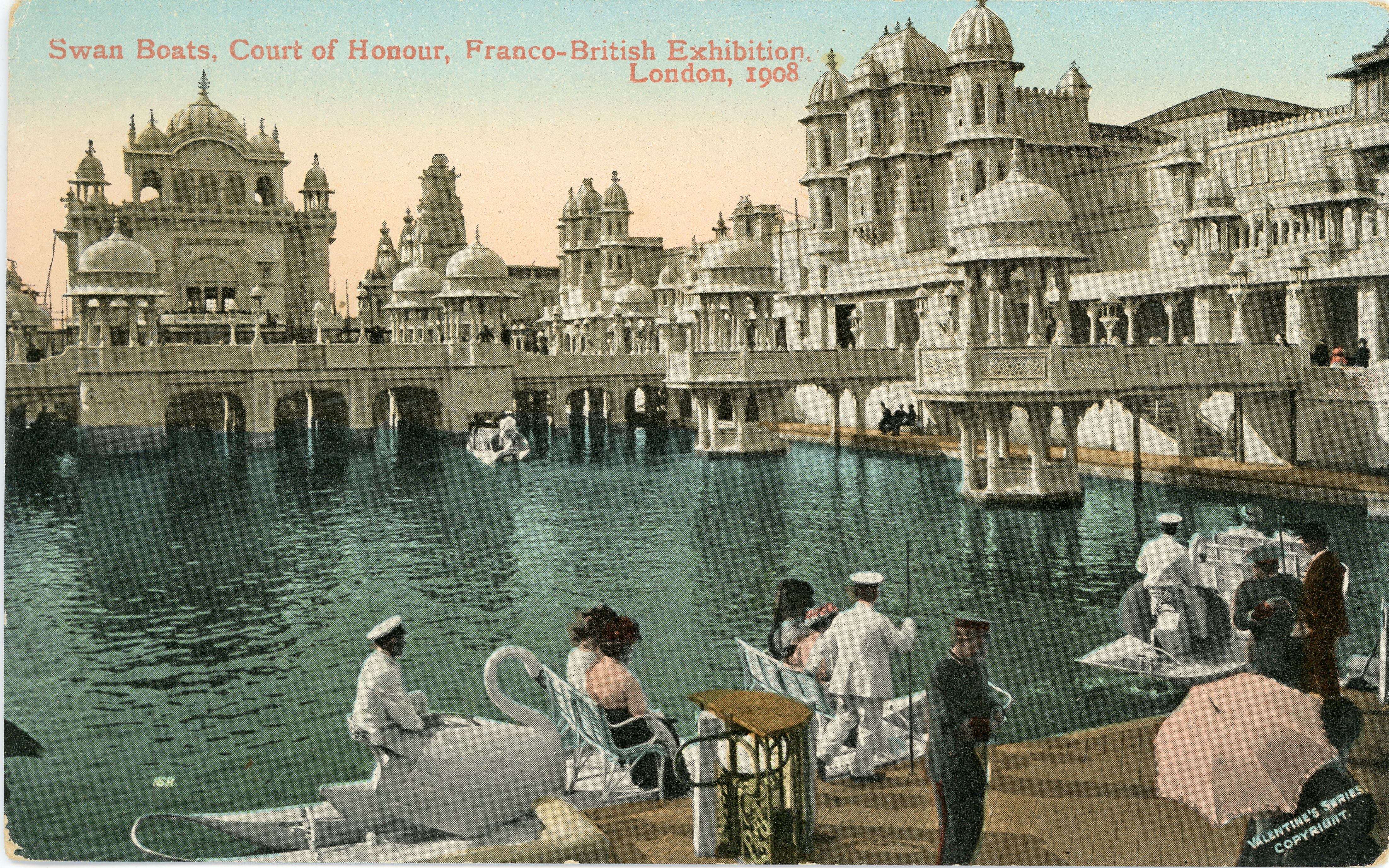
Exposition franco-britannique de 1908

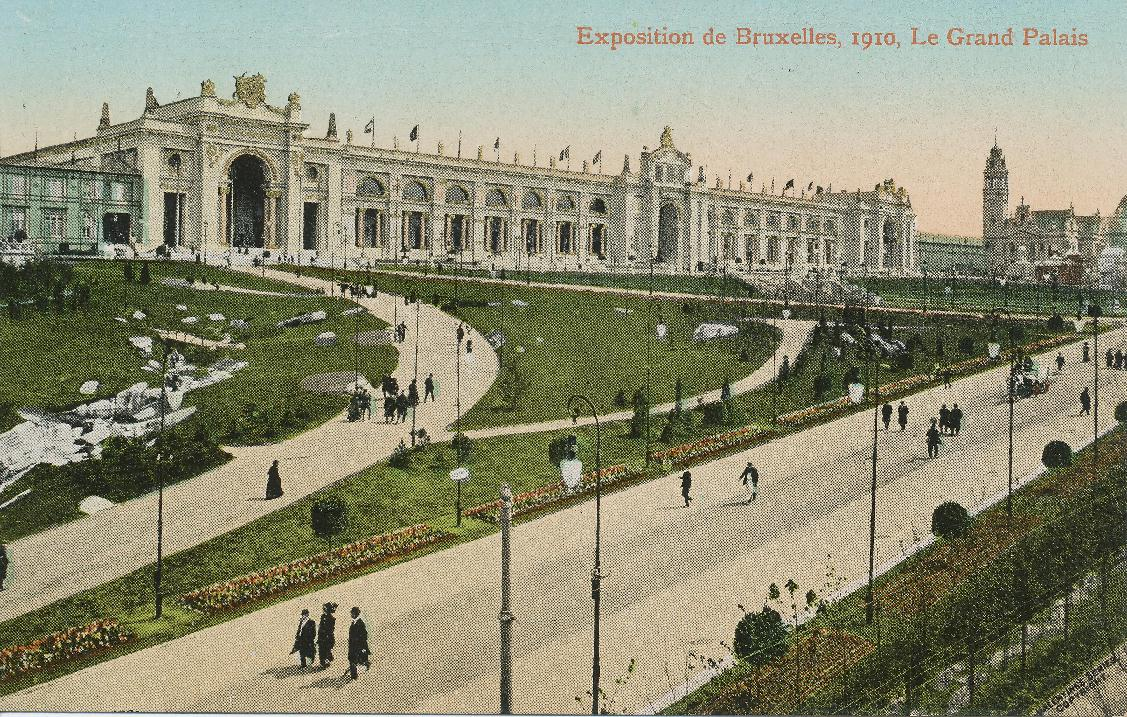
Exposition universelle de Bruxelles de 1910

### Expositions collectives
- Salon des artistes français, Paris, sociétaire en 1906[6].
- Exposition universelle de Milan, avril-novembre 1906[5].
- Exposition franco-britannique de 1908, Londres[11].
- Exposition de la verrerie et de la cristallerie artistique, Paris, 1910.
- Exposition universelle de Bruxelles de 1910[5].
- Exposition internationale des industries et du travail, Turin, 1911[5].
- Salon des artistes décorateurs, Paris, 1912.
- Salon d'automne, Paris, sociétaire en 1913[12].
- Hôtel du collectionneur Jacques-Émile Ruhlmann, Exposition internationale des arts décoratifs et industriels modernes, Paris, avril-octobre 1925.
- Les rénovateurs de l'art appliqué de 1890 à 1910, Musée Galliera, 1925[5].
- Exposition coloniale internationale, Paris, mai-novembre 1931[5].
- Exposition internationale des arts et techniques dans la vie moderne, Paris, mai-novembre 1937[5].
- Les artistes français contemporains, Exposition universelle de New York 1939-1940[5].
- Art du verre, Musée des Arts décoratifs, Paris, 1951.
- Premier Salon de peinture de Conches-en-Ouche (François Décorchemont fondateur), 1953[5]
- Cent ans, cent chefs-d'œuvre du Musée des Arts décoratifs, Musée des Arts décoratifs, Paris, 1964.
- Trésors de sable et de feu, Musée des Arts décoratifs, Paris, 2015.

### Expositions personnelles
- François Décorchemont - Rétrospective, Hôtel du Grand Cerf, Évreux, 1971[13].
- François Décorchemont - Paysages et cours d'eau - Quarante tableaux dans le cadre du 2e Festival Normandie impressionniste, Musée du Pays de Conches, Conches-en-Ouche, juin-septembre 2013[14].

## Réception critique
- « François Décorchemont, un des artistes qui, depuis un quart de siècle, se sont le plus obstinément consacrés à la pâte de verre, en a précisé la technique et singulièrement développé les ressources… Massifs et pourtant harmonieux, solides et précieux à la fois dans leur dessin rigoureusement arrêté, les ouvrages de François Décorchemont ont la sobre beauté qui vient de la qualité rare de la matière, du rigoureux équilibre des proportions. Faisant corps avec la substance vitreuse elle-même, les colorations tantôt profondes, tantôt subtiles et changeantes, y tracent en se mariant de larges marbrures ou d'indéfinissables nuées. Et le décor, de plus en plus simple, n'est là que pour mettre tout le reste en valeur. Céramiste ? Verrier ? Peu importe ! François Décorchemont est un artiste qui, d'un procédé qui est le sien, d'une matière qu'il a créée a su tirer des effets dont le raffinement et la plénitude nous réjouissent. » - René Chavance, 1926[15]
- « François Décorchemont est un artiste prodigieux, une des gloires de la verrerie actuelle. E,n sortant de l'École des arts décoratifs il se trouva tout naturellement associé aux travaux de son père et leur donna une orientation à la fois plus picturale et plus céramiste. Il a en effet le tempérament d'un peintre (il peint toujours à merveille) et la technique d'un céramiste. En 1921, il peignit le maître incomparable, le guide sûr et dévoué que son père avait été, et pourtant il s'épanouit, atteignit à une grandeur et une noblesse extraordinaire. À l'heure actuelle il se renouvelle encore, il touche à une perfection que la modestie charmante de l'artiste rend encore plus sensible. Il n'existe rien de comparable ni dans la céramique ni, bien entendu, dans la verrerie. L'œuvre de Décorchemont vaut mieux que des paroles. Mais, jeune encore, il songe à l'avenir et nous prépare de nouveaux émerveillements. » - Ernest Tisserand, 1929[16]
- « L'œuvre verrier de Décorchemont s'échelonne sur près de trente ans. Créateur de ses modèles, il vit naître et évoluer trois styles. Son art s'y est successivement adapté avec bonheur, de l'Art nouveau à l'Art actuel en passant par l'Art Déco. L'arrivée de ce dernier coïncide avec la pleine maturité de ses moyens et de sa créativité, aussi la part de son œuvre marquée par ce style est-elle la plus importante et également celle où l'originalité de sa personnalité sut le mieux s'imposer. C'est vers la fin de 1932 que Décorchemont se lança dans une nouvelle dimension artistique, celle du vitrail en pâte de verre. La commande d'une verrière de 300 mètres carrés pour l'église Sainte-Odile, en cours de construction à Paris, l'occupa de 1935 à 1938. Ce chef-d'œuvre, qui le ruina, est l'un des plus impressionnants achèvements de l'art verrier. Il reste, hélas, bien peu connu, même des Parisiens. » - Giuseppe Cappa, 1998[17]
- « François Décorchemont est une figure majeure de l'histoire des arts du feu. Ses recherches le situent au rang des rares créateurs qui ont su faire évoluer leur œuvre du naturalisme de l'Art nouveau aux géométries rythmées et épurées de l'Art déco. Alchimiste de la couleur, il joue sur les métamorphoses et la mutation des matériaux pour créer une pâte de verre épaisse aux nuances infinies dans laquelle la lumière joue un rôle déterminant. Membre du Salon des artistes décorateurs et du groupe des Artisans français contemporains, Décorchemont se lie d'amitié avec les céramistes Jacques Lenoble, Émile Decœur, Georges Serre et Séraphin Soudbinine, les dinandiers Claudius Linossier et Maurice Daurat, le tabletier Georges Bastard dont il se sent techniquement et stylistiquement proche. » - Véronique Ayroles, 2006[18]
- « Avant la Première Guerre Mondiale, il réalise de petites pièces d'inspiration romaine. Après 1919, les détails naturalistes laissent place aux formes géométriques. Tous ses modèles en pâte de verre sont très méticuleusement fabriqués selon une technique analogue à celle du bronze à cire perdue et portent sa signature complète inscrite dans le moule, e, forme de coquillage. À partir de 1903, beaucoup d'objets reçoivent un numéro complémentaire gravé qui aide à la datation. Les pièces caractéristiques des années 1920 se composent de vases et de coupes sur pied, dans des couleurs profondes, marbrées, tachetées, rappelant parfois l'écaille de tortue. Les décors extérieurs en relief deviennent rares après 1925. Décorchemont a également réalisé des pièces délicates plus pâles en pâte de verre translucide. » - Judith Miller, 2012[19]
- « Après une carrière qui le place parmi les grands maîtres de l'objet en verre, aux côtés de Daum et Lalique, François Décorchemont s'oriente vers la création de verrières. Riche de son expérience dans l'utilisation de la pâte de verre, et toujours fasciné par sa transparence et sa luminosité, il repense, en "alchimiste passionné", la substance du verre et élabore de nouvelles structures portantes qui feront de ses vitraux une œuvre unique. S'il ne s'écarte jamais d'un langage formel et iconographique très classique conforme à ses convictions religieuses, il simplifie à l'extrême trais et réseaux pour laisser éclater une étonnante palette de couleurs. Ce travail, à la fois unique et considérable, s'ancre principalement dans un lieu et son histoire : le département de l'Eure après les dévastations de la Seconde Guerre mondiale. "Je ne fais mon carton que pour l'endroit où il doit aller et cherche autant que possible à ce qu'il rappelle un fait, un moment, un décor de la ville où il doit être posé. » - Marie Noëlle Médaille, 2018[20]

## Conservation

### Églises et monastères

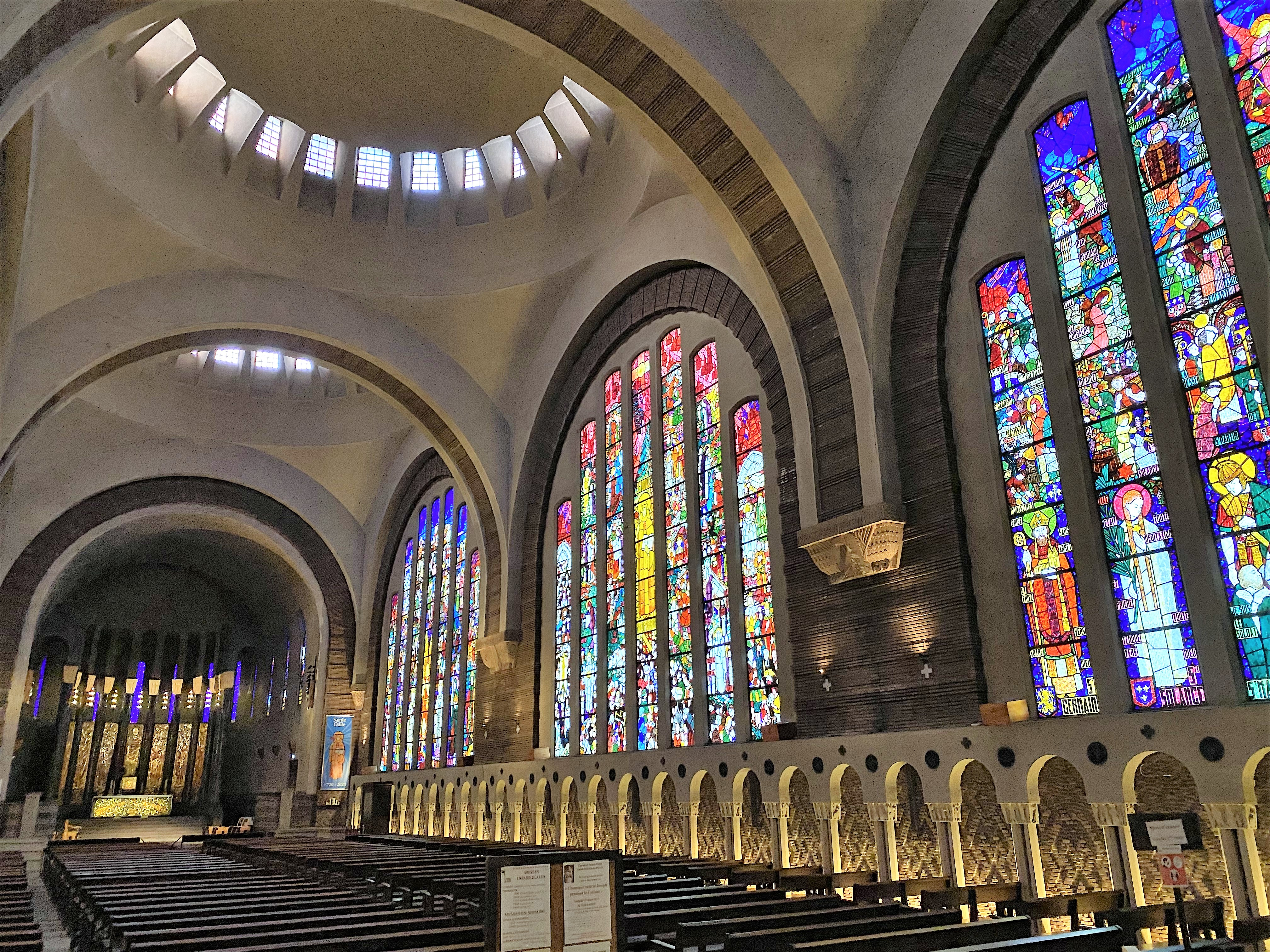
Église Sainte-Odile de Paris

#### Paris
- église Sainte-Odile, 17e arrondissement de Paris[3] : outre les vitraux symboliques du chœur (1938), trois verrières de la nef (300 m2) constituées de 210 panneaux de vitraux : Évangélisation de la France à travers la vie des Saints, 1935-1937[21].
  - Dans la première verrière (on y lit au centre : Saint Michel, protégez la France), figurent en bas de gauche à droite Saint Germain, Sainte Solange, Saint Martin, l'archange Saint Michel, Saint Martial, Sainte Foy et Saint Léger surmontés de scènes historiques ou légendaires de leur vie.
  - Dans la verrière centrale dédiée à Sainte Odile, François Décorchemont a représenté les initiateurs et acteurs de la construction de l'église : le cardinal Jean Verdier, l'abbé Edmond Loutil portant la maquette de l'église et l'architecte Jacques Barge. Sous Sainte Odile, l'artiste s'est lui-même représenté en mendiant aveugle tenant une sébile dans laquelle sa fille Michelle dépose une aumône.
  - Dans la troisième verrière figurent en bas de gauche à droite Saint Rémi, Sainte Radegonde, Saint Denis, l'archange Saint Raphaël, Saint Pothin, Sainte Geneviève et Saint Éloi[22].

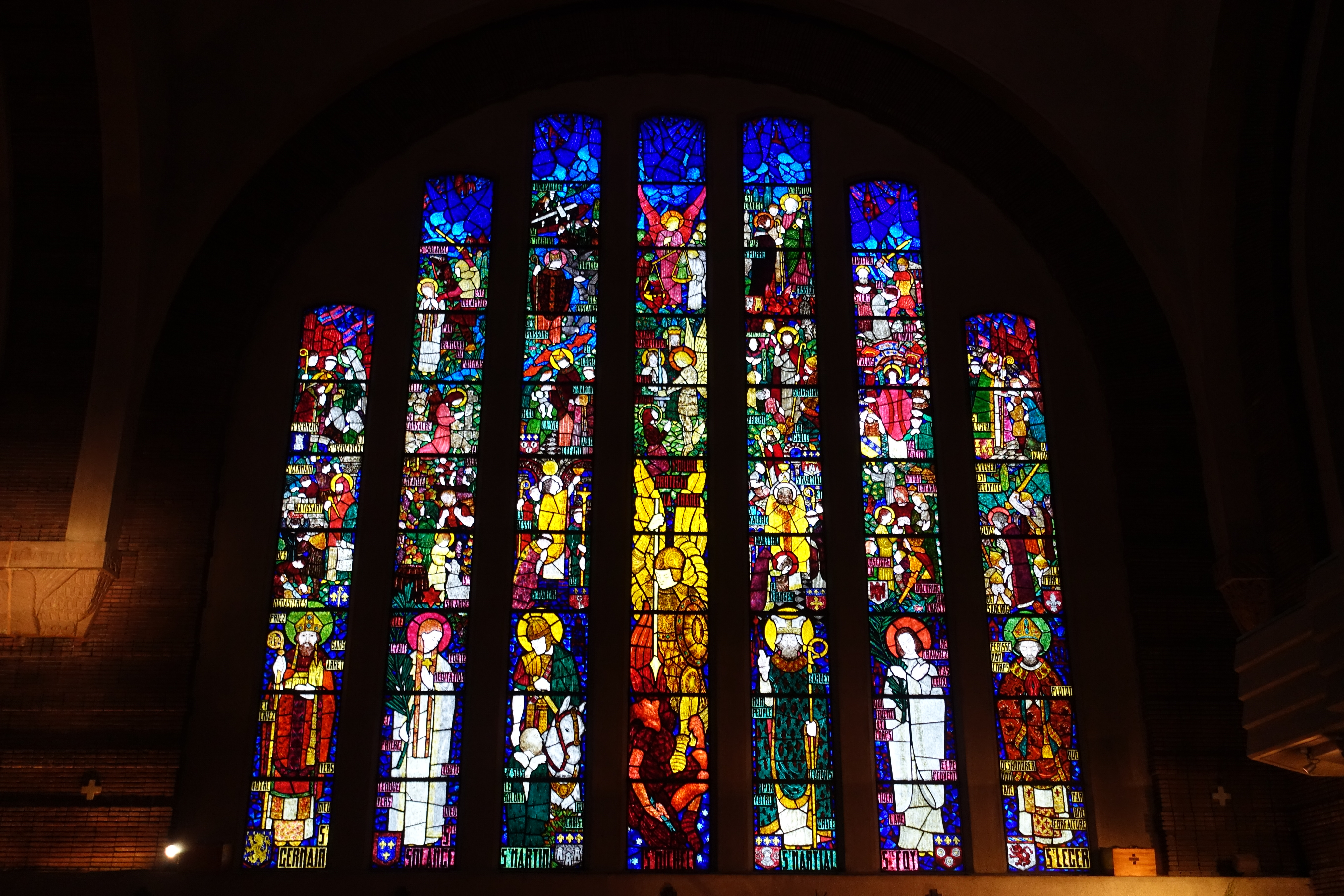
Église Sainte-Odile, verrière Sainte Michel, protégez la France
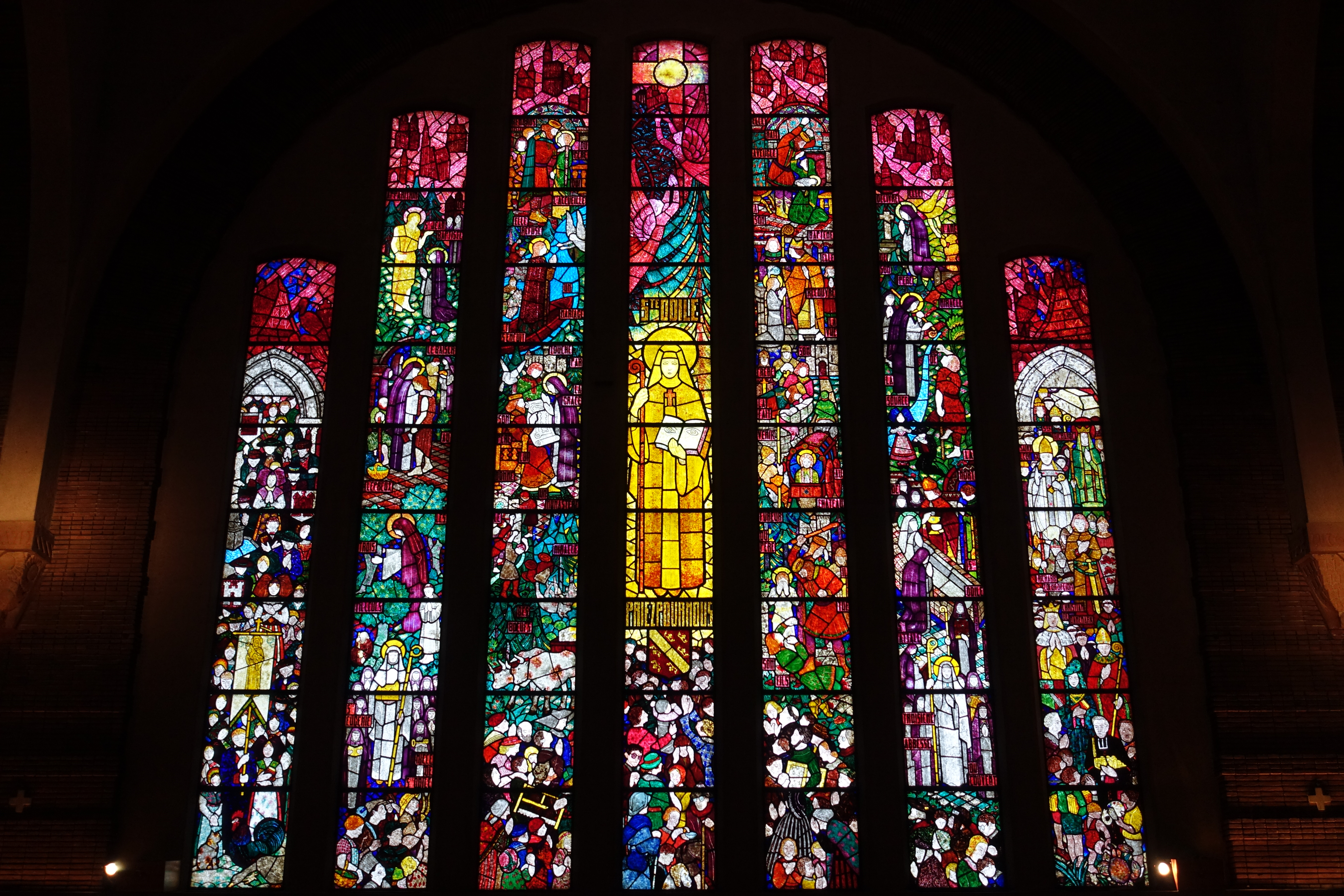
Église Sainte-Odile, verrière Sainte Odile
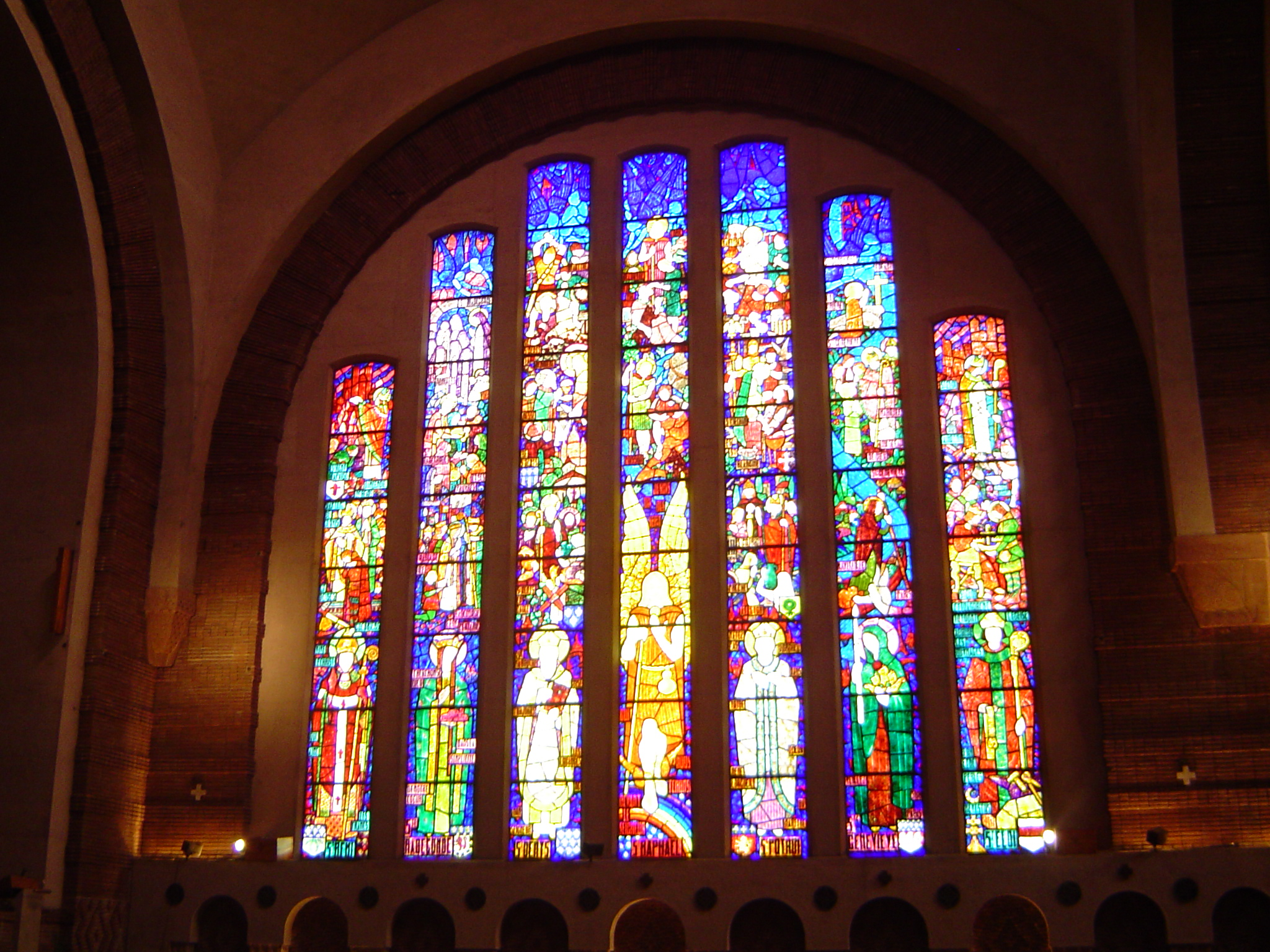
Église Sainte Odile, verrière Saint Raphaël

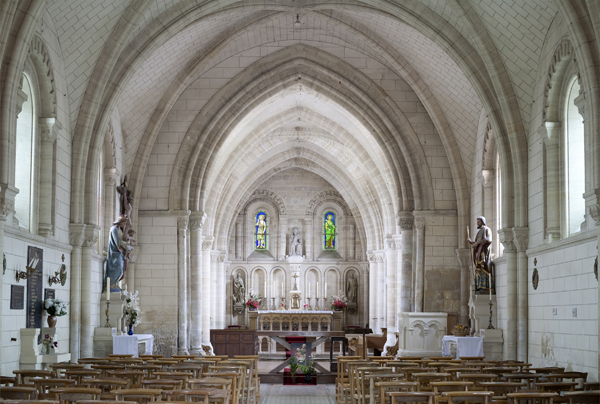
Église de la Nativité-de-Notre-Dame de Fontaine-Henry

#### Calvados
- Monastère des Bénédictines de Caen[23] :
  - Les oiseaux bleus, vitrail, 1933 (don de François Décorchemont, 1971) ;
  - Croix sur fond bleu, 88 petits vitraux 21 × 12 cm pour les cellules du couvent, 1957.
- Église de la Nativité-de-Notre-Dame de Fontaine-Henry.

#### Cantal
- Albepierre, quatre vitraux : La Sainte Famille, La Vierge de la paix, Saint Timothée, La parabole du bon grain et de l'ivraie (1939-1942), Notre-Dame des oliviers, 1946[24] ;
- Fressanges, quatre vitraux : Saint Jean l'évangéliste, L'archange Saint-Michel, Saint-Louis, Le Sacré-Cœur, 1958-1964[24].

#### Côtes-d'Armor
- Église Saint-Jacques-et-Saint-Philippe, Tressaint, Le baptême du Christ, vitrail, 1948[3],[25]

#### Une trentaine d'églises dans l'Eure

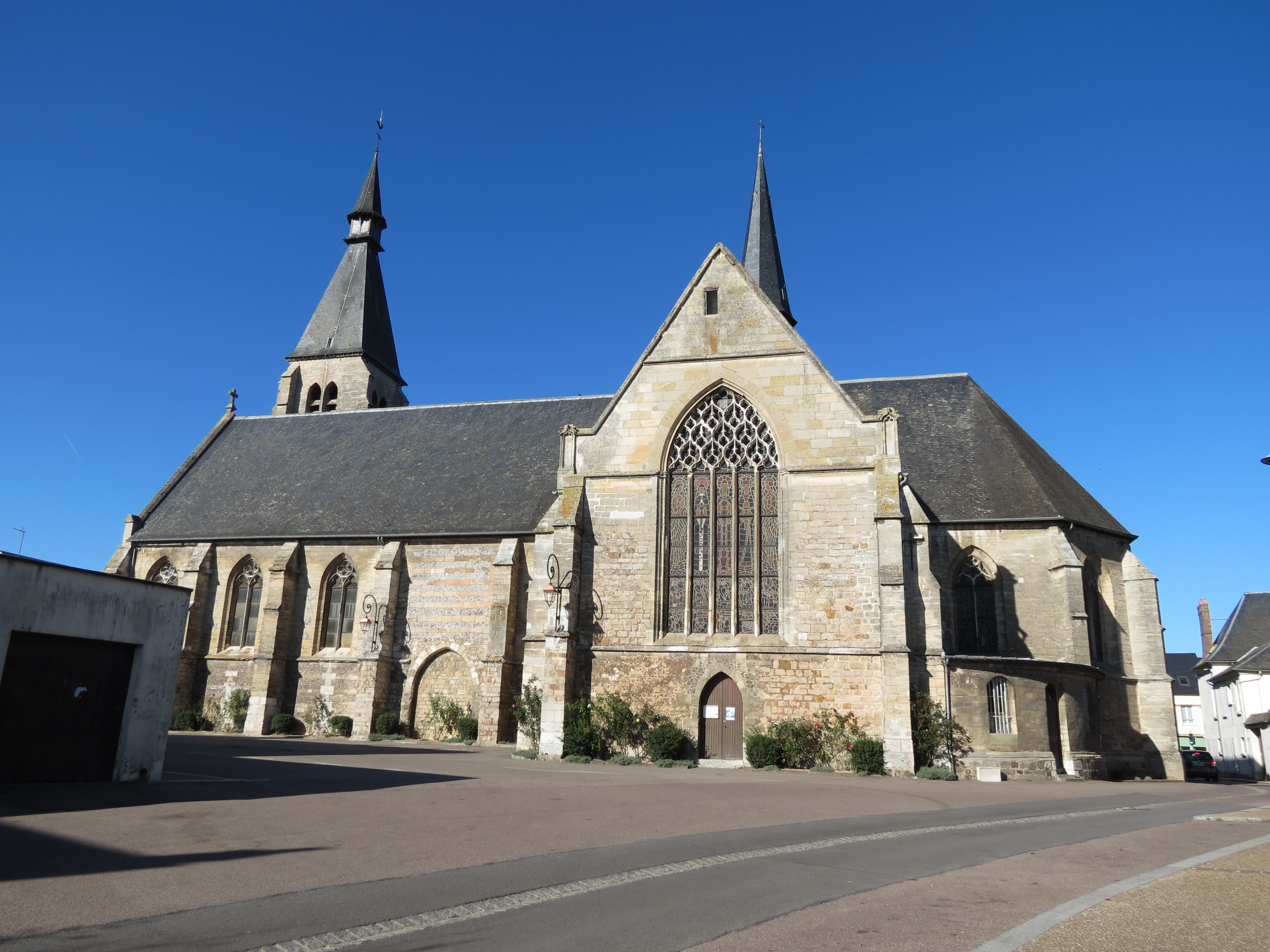
Église Saint-Gervais-et-Saint-Protais, Étrépagny

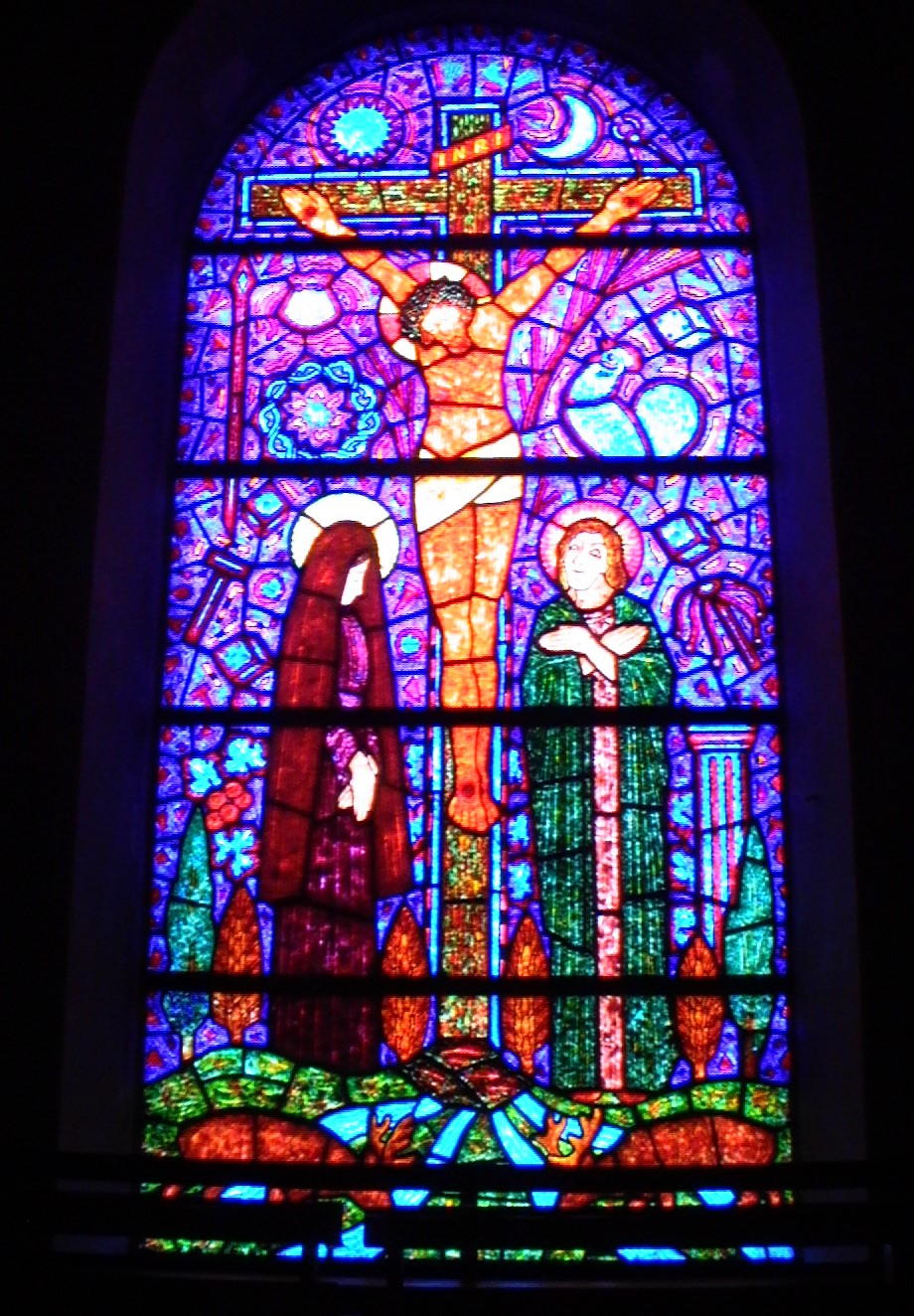

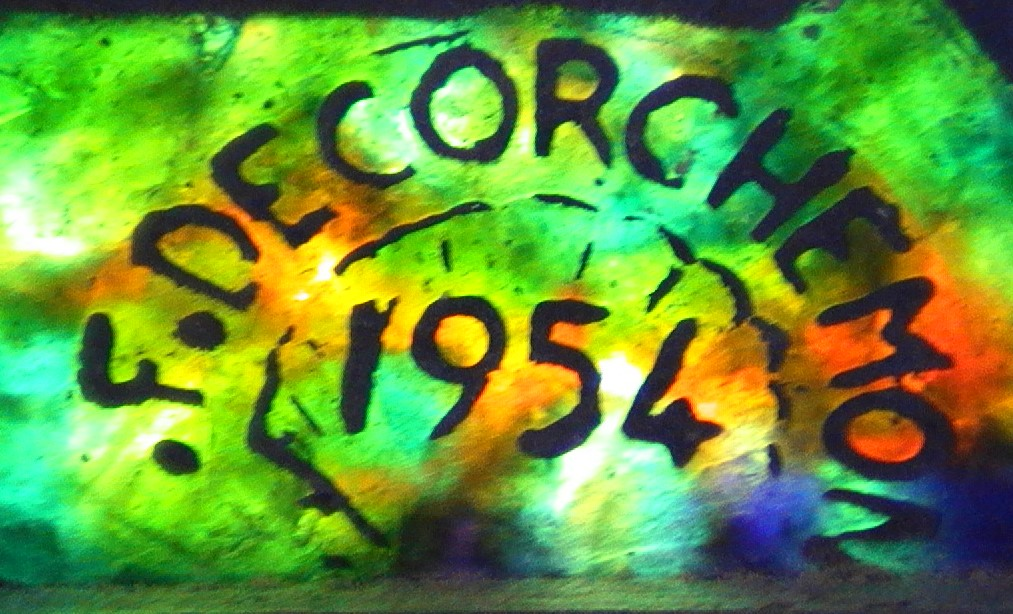
Église Saint-Ouen de Gaillon, Crucifixion, vitrail (en haut) et détail de la signature (en bas)

- Église Sainte-Cécile, Acquigny, Glorification de Sainte Cécile et baptême de Saint Valérien, vitrail en tympan semi-circulaire (nef, mur ouest), 1936[26] ;
- Église Notre-Dame-de-Fatima-et-Saint-Martin, Berville-la-Campagne, 6 vitraux, 1952 : Assomption de la Vierge, Sainte Thérèse de Lisieux, Sainte Thérèse d'Avila, Charité de Saint Martin[27], Armoiries de pape Pie XII, Armoiries de l'évêque cardinal[28] ;
- Église Saint-Hélier, Beuzeville, 19 vitraux : derrière le buffet d'orgue, Anges musiciens'; nef côté droite, Saint Louis, Jeanne d'Arc au bûcher, Saint Pierre, Saint Hélier, Saint François d'Assise, symboles des sept sacrements, L'enfance du Christ ; nef côté gauche, Charles de Foucauld, Sainte Geneviève, Saint Anselme, Saint Paul, Les litanies de la Vierge; Attributs de la Vierge selon le Cantique des Cantiques ; autour de l'entrée, Les grandes fêtes liturgiques en 4 vitraux, 1953-1960[3],[29]… ;
- Église Saint-Pierre, La Bonneville-sur-Iton, 5 vitraux, 1959-1964 : Jeanne d'Arc, 1961[30] ; Procession d'enfants vers l'église de La Bonneville-sur-Iton, 1962[31], L'adoration des mages, Sainte Geneviève ravitaillant Paris assiégé, Saint Louis recevant Étienne Boileau et les corporations[3] ;
- Bournainville-Faverolles ;
- Breuilpont ;
- Église Notre-Dame, Champ-Dolent, 5 vitraux sur le thème de L'enfance du Christ[3], 3 vitraux sur le thème de Notre-Dame, 1967-1968[32] ;
- Chapelle de l'hôpital de Conches-en-Ouche, Saint Paul, vitrail, 1955[3].
- Duranville ;
- Église Saint-Gervais-et-Saint-Protais, Étrépagny, 11 vitraux, 1946-1952 (ont été restaurés par le maître-verrier Vincent Jaillette)[33] ;
- Église Sainte-Christine, Ferrières-Haut-Clocher, Sainte Christine, vitrail, 1962[34] ;
- Église Saint-Georges, La Ferrière-sur-Risle, un vitrail-souvenir en mémoire de l'abbé Lebarde, prêtre de la paroisse[35] ;
- Église Saint-Ouen, Gaillon, Crucifixion, vitrail 420 × 200 cm, 1954[36] ;
- Église Saint-Lucien, Hacqueville, Apparition du Sacré-Cœur à Marguerite-Marie Alacoque, vitrail de la nef (mur sud), 1950[37] ;
- Église Saint-Pierre, Igoville, Mission de Saint Pierre, vitrail[38] ;
- Chapelle Saint-Jean-Baptiste, lieu-dit L'Essart-Mador, Lyons-la-Forêt, Allégorie du baptême, vitrail, 1948[39] ;
- Église Notre-Dame-et-Saint-Aubin, Ménesqueville, Faune et flore du Cantique des cantiques, 8 vitraux, 1946-1950[40] ;
- Église Saint-Pierre, Menneval, La Trinité et la Vierge qui étend sa main sur l'église et Sainte Jeanne d'Arc écoutant ses voix, 2 vitraux, 1954[3] ;
- Église Sainte-Marie-Madeleine, Mesnil-sur-l'Estrée, Saint Jean l'évangéliste, Melchisedech avec les noces de Cana, Sainte Marie-Madeleine, Le bon Samaritain, 4 vitraux du chœur[41] ;
- Église Saint-Hilaire, Muids, Vie de Saint Hilaire de Poitiers, Vie de Saint Hubert, La pêche miraculeuse et trois paraboles : Le bon pasteur, Le bon grain et l'ivraie, Le fils prodigue, en tout 8 vitraux (travées ouest de la nef) et La Sulamite, favorite de roi Salomon, 1 vitrail (centre du chœur) 1949-1955[42] ;
- Église Saint-Maximin de Nagel-Séez-Mesnil, Crucifixion[43] et La pêche miraculeuse et la mission des apôtres[44], 2 vitraux, 1962, 1964 ;
- Église Saint-Aubin, Pacy-sur-Eure, L'Ascension du Christ et l'Assomption de la Vierge, 1 viytail,  Figures symboliques extraites des litanies de la Vierge, 2 vitraux, soit 3 vitraux en tout[3], 1951 ;
- Église Saint-Nicolas, Pont-Saint-Pierre ;
- Église Notre-Dame, Rosay-sur-Lieure, plaque décorative de tabernacle[45] ;
- Église Saint-Denis, Saint-Denis-d'Augerons, Le bon Samaritain, La guérison du paralytique,  Saint Denis prêchant en Gaule, La Cène, La Vierge de Lourdes, 5 vitraux, 1946-1947[46] ;
- Église Saint-Étienne, Saint-Étienne-l'Allier, Vierge à l'Enfant, Litanies de la Vierge[47], Saint Benoît et Sain Expédit, Saint Maurice et Saint Emma, Petite rose chantant "Marie, reine du ciel et reine de France", 5 vitraux, 1939[3] ;
- Église Sainte-Marthe, Sainte-Marthe, scènes de la vie du Christ et de la Vierge, des Saintes Marthe, Jeanne d'Arc et Thérèse de Lisieux, de Saint Louis, vitraux, 1955-1960[48] ;
- Église Saint-Ouen, Saint-Ouen-du-Tilleul, Christ, Vierge et Trinité, vitrail[49] ;
- Église Saint-Pierre, Saint-Pierre-de-Cormeilles, Scènes de la vie de la Vierge (4 vitraux), Rencontre du Christ et de Saint Barthélémy (1 vitrail), Guillaume Fitz Osbern remet aux moines la charte de la fondation de l'abbaye (1 vitrail), Martyre de Saint Laurent (1 vitrail) soit 7 viytaux, 1953[50].

Vitraux de l'église Saint-Hélier de Beuzeville (Eure)
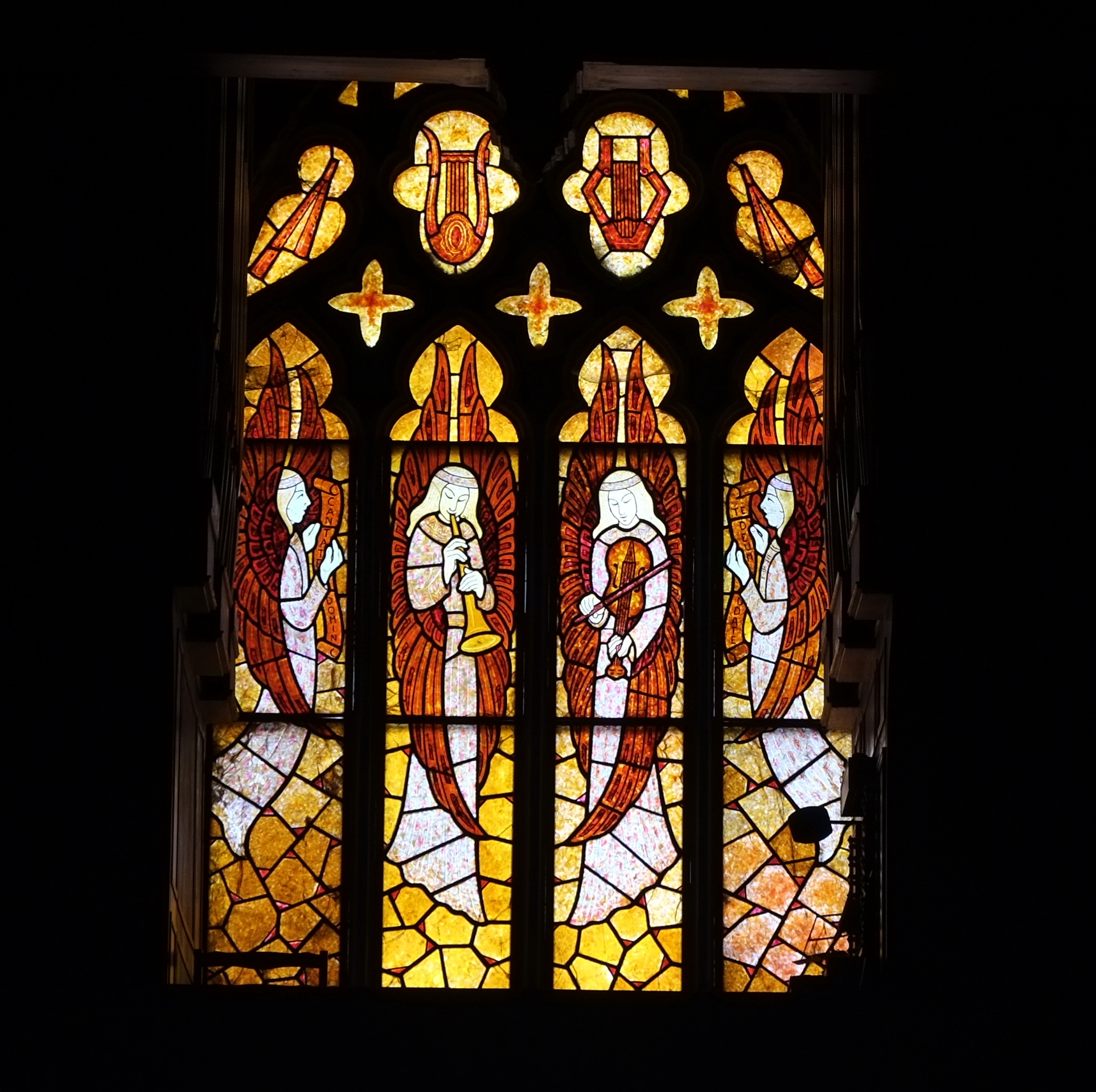
Anges musiciens
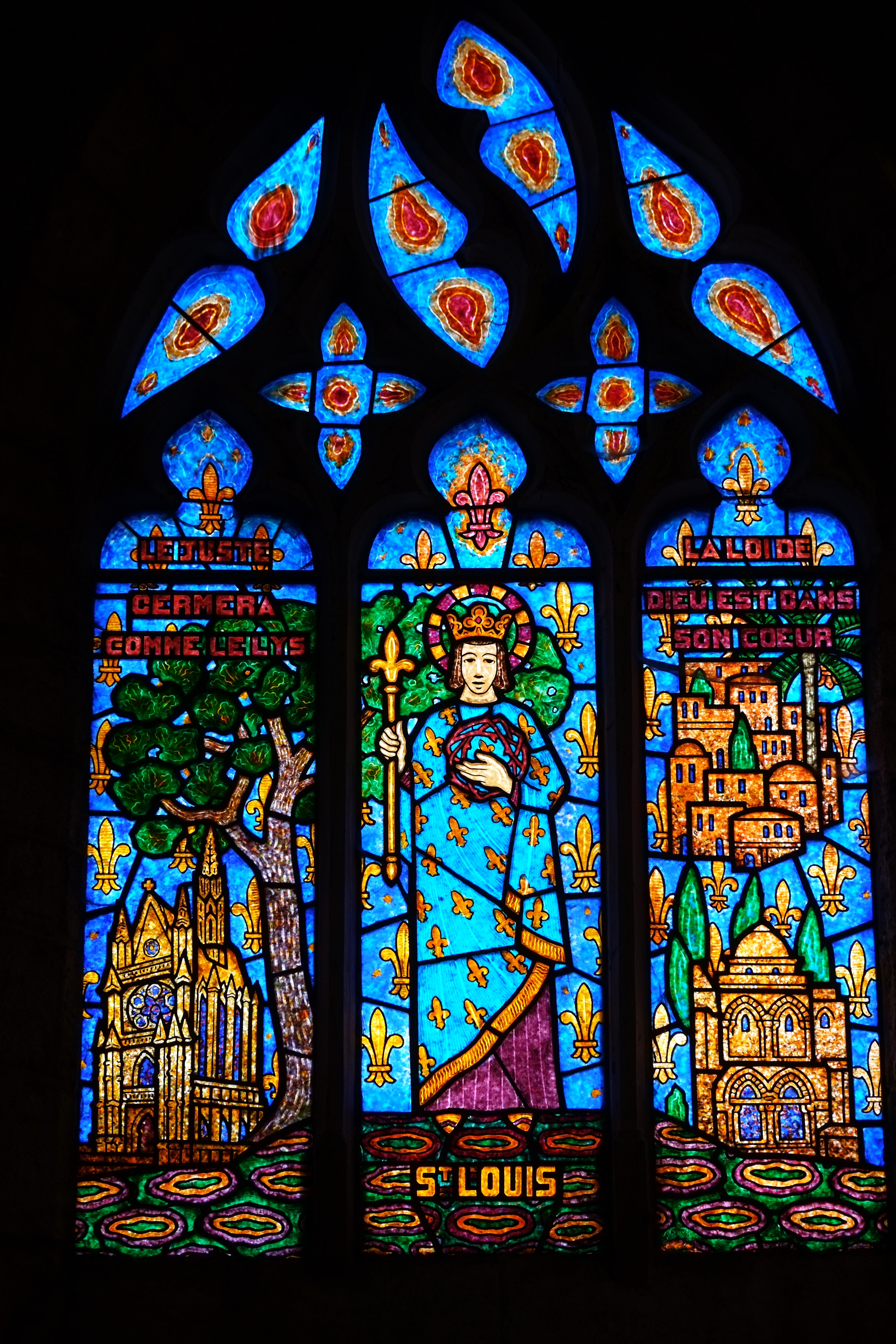
Saint-Louis
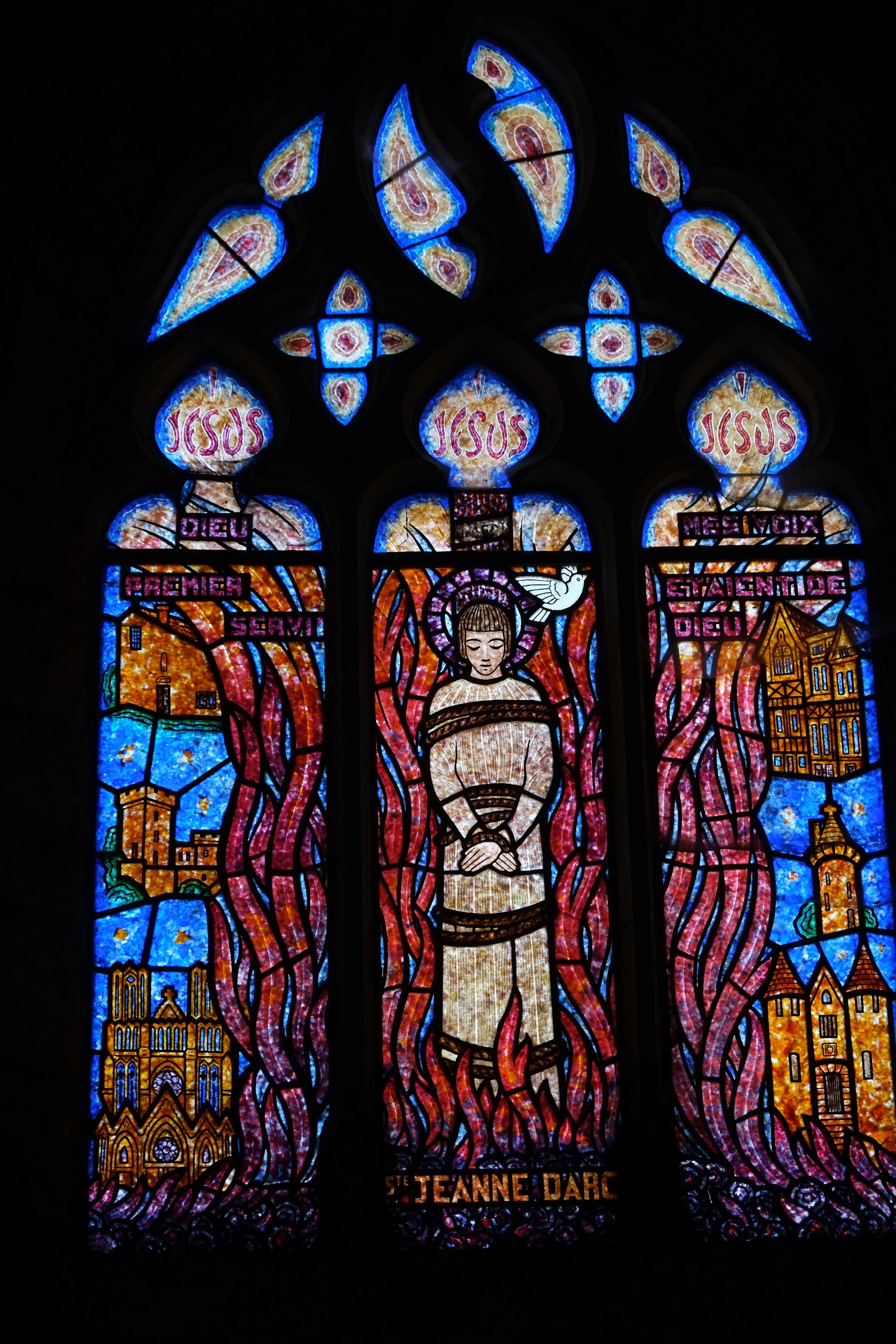
Sainte Jeanne d'Arc au bûcher
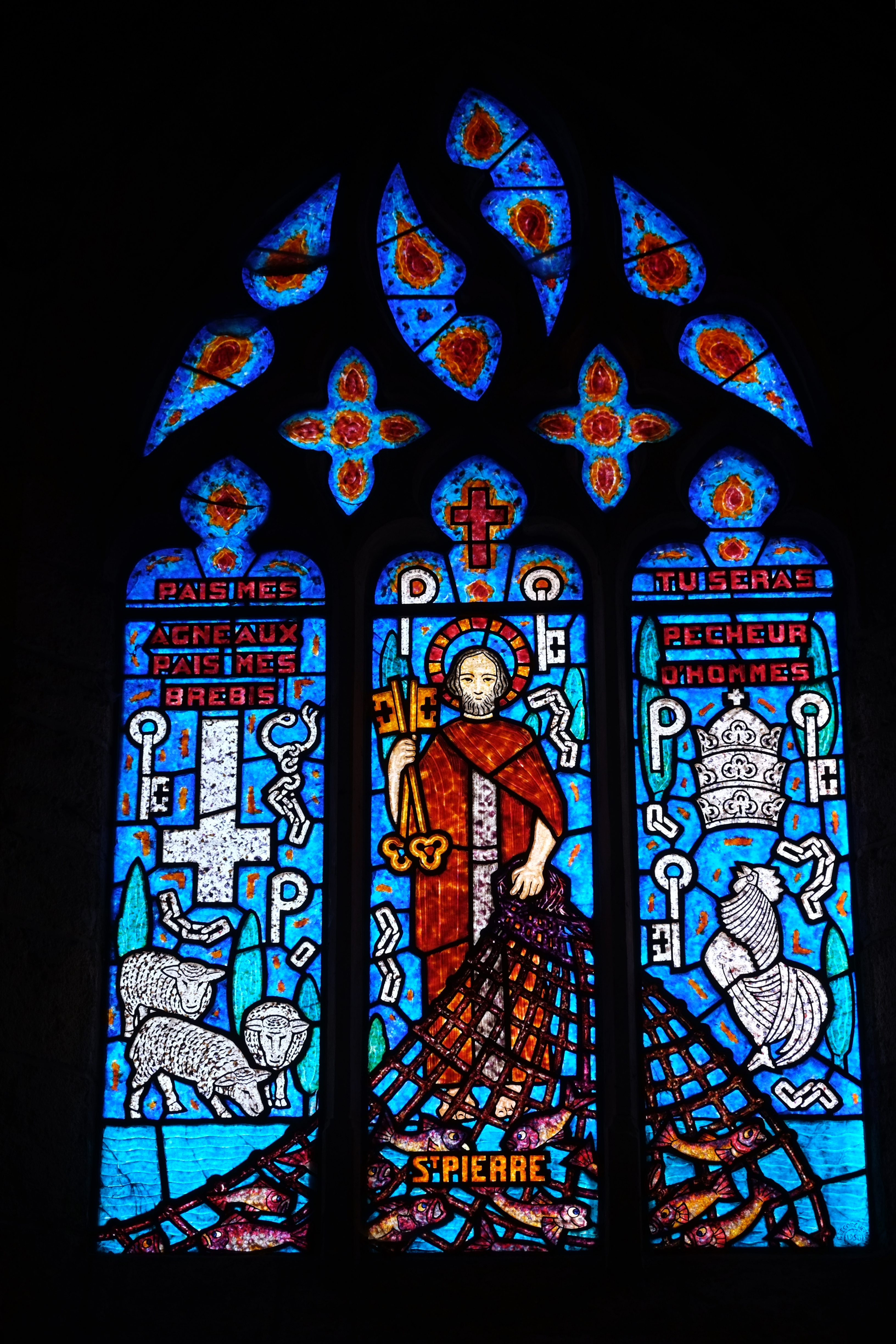
Saint Pierre
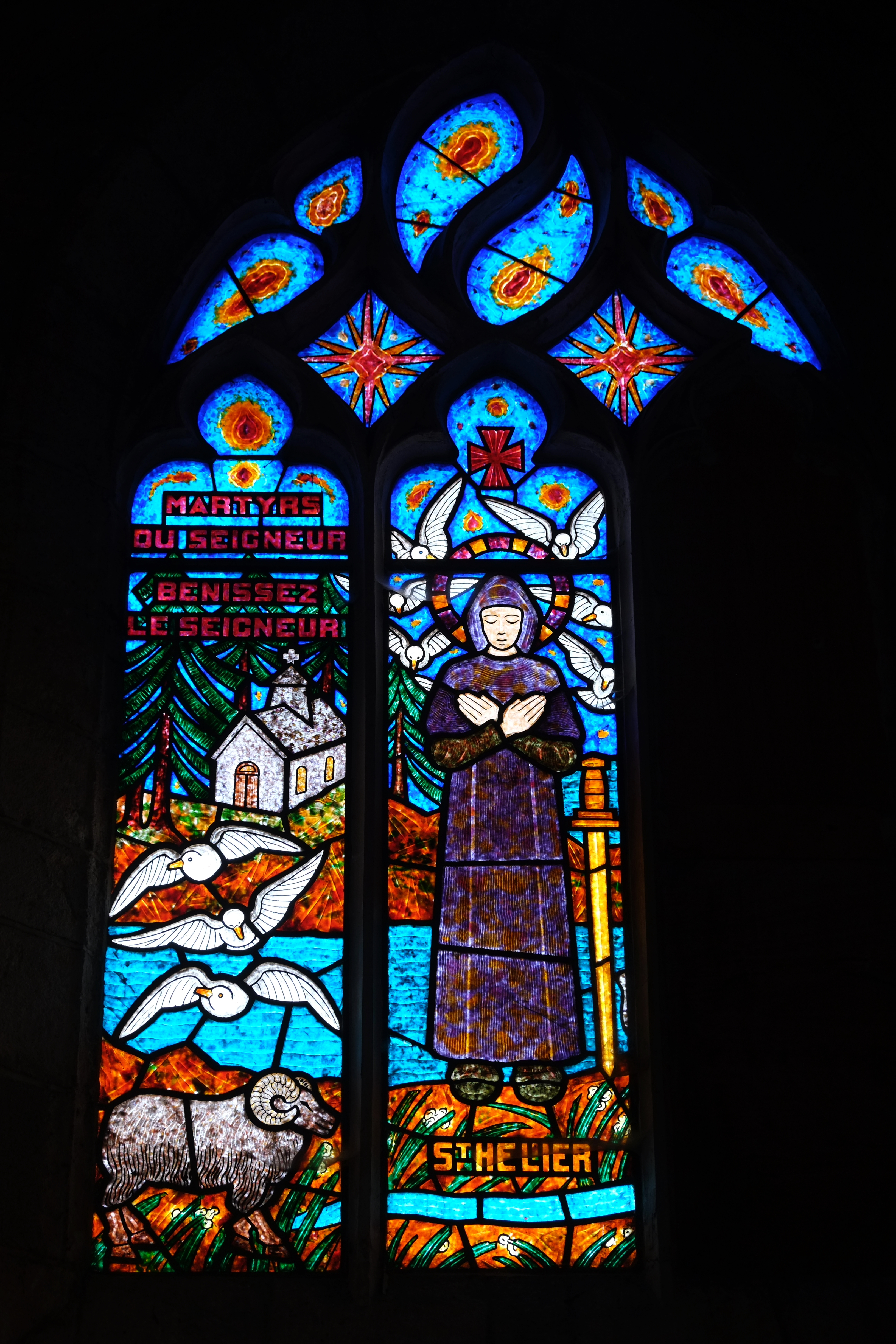
Saint Hélier
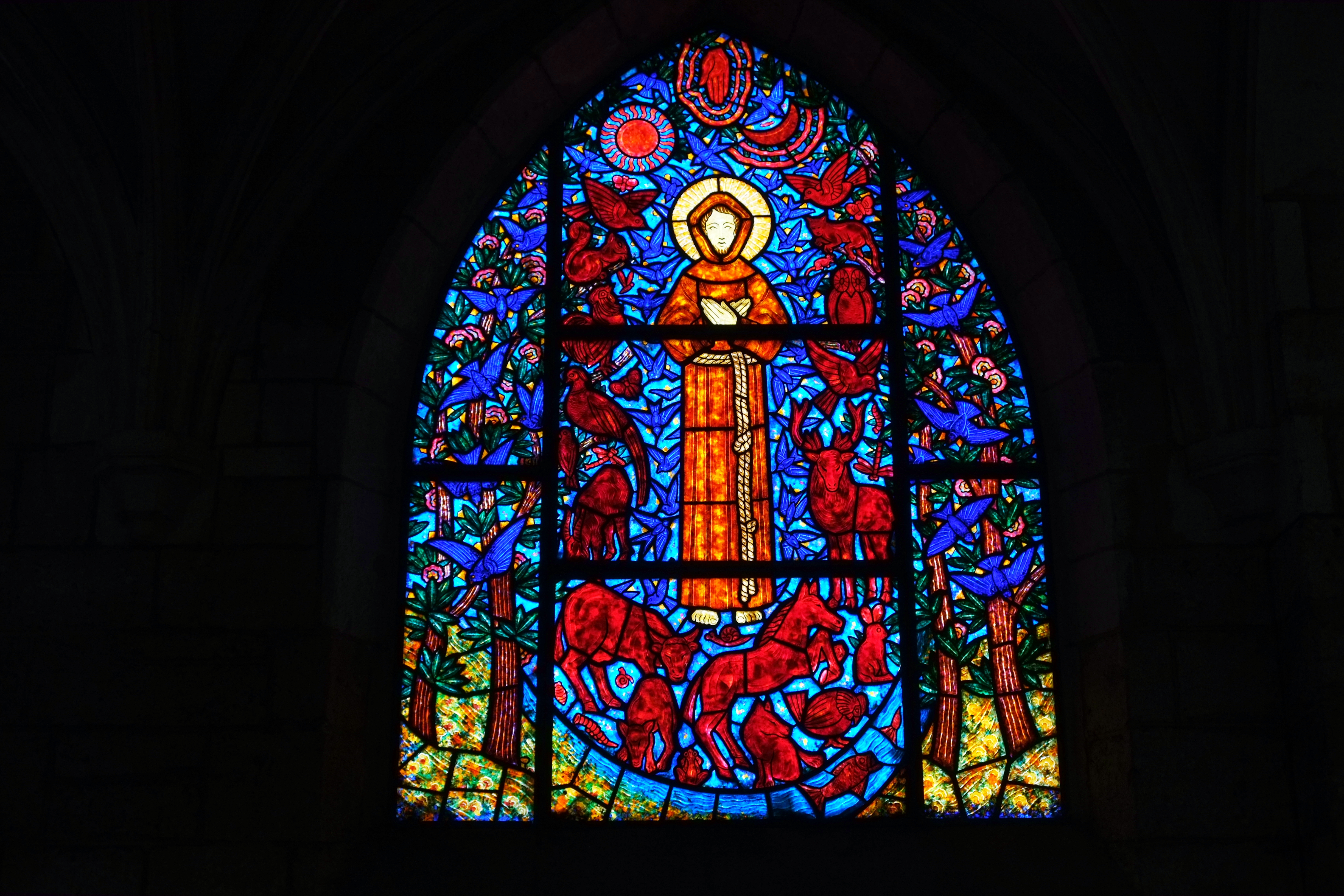
Saint François d'Assise
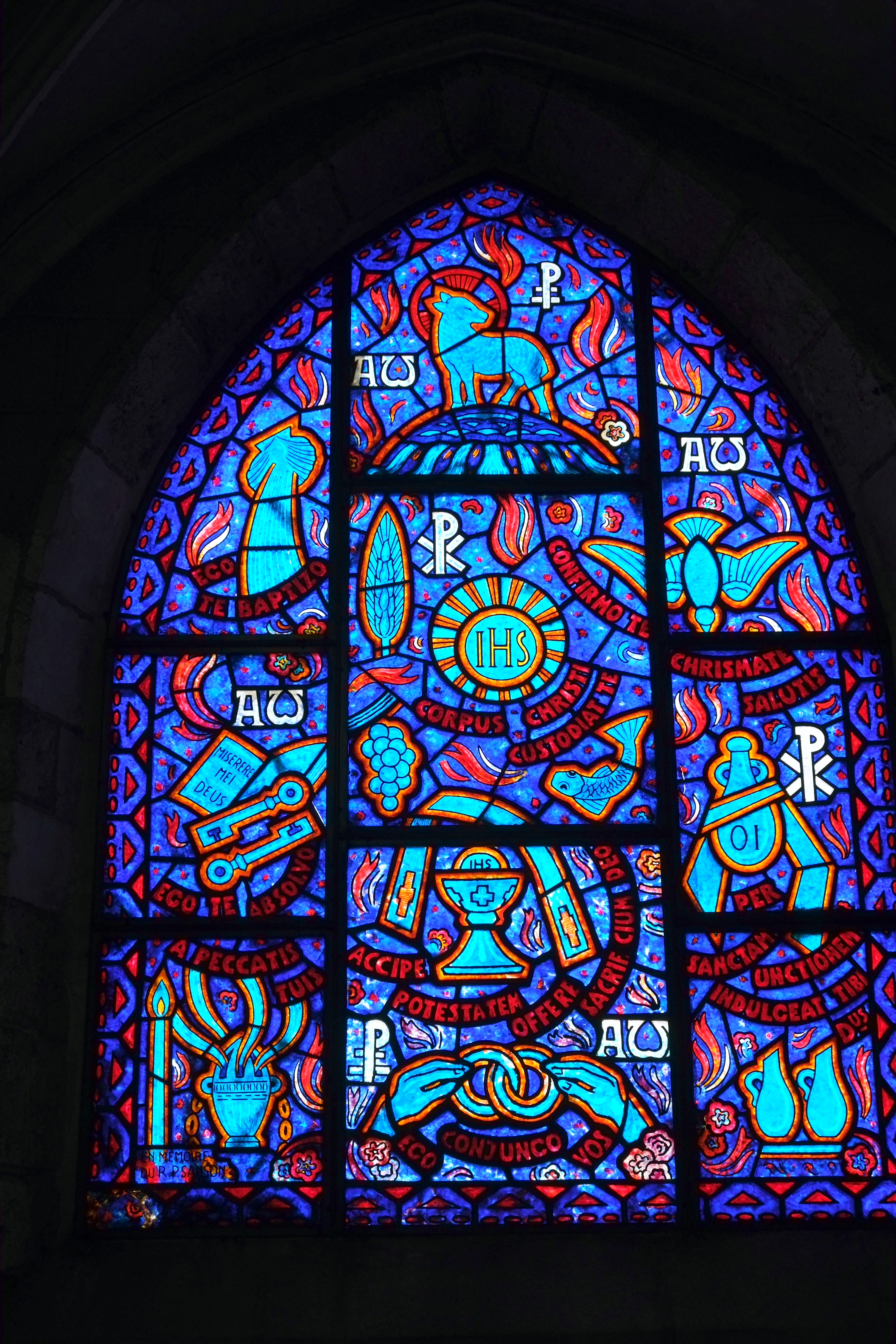
Symboles des sept sacrements
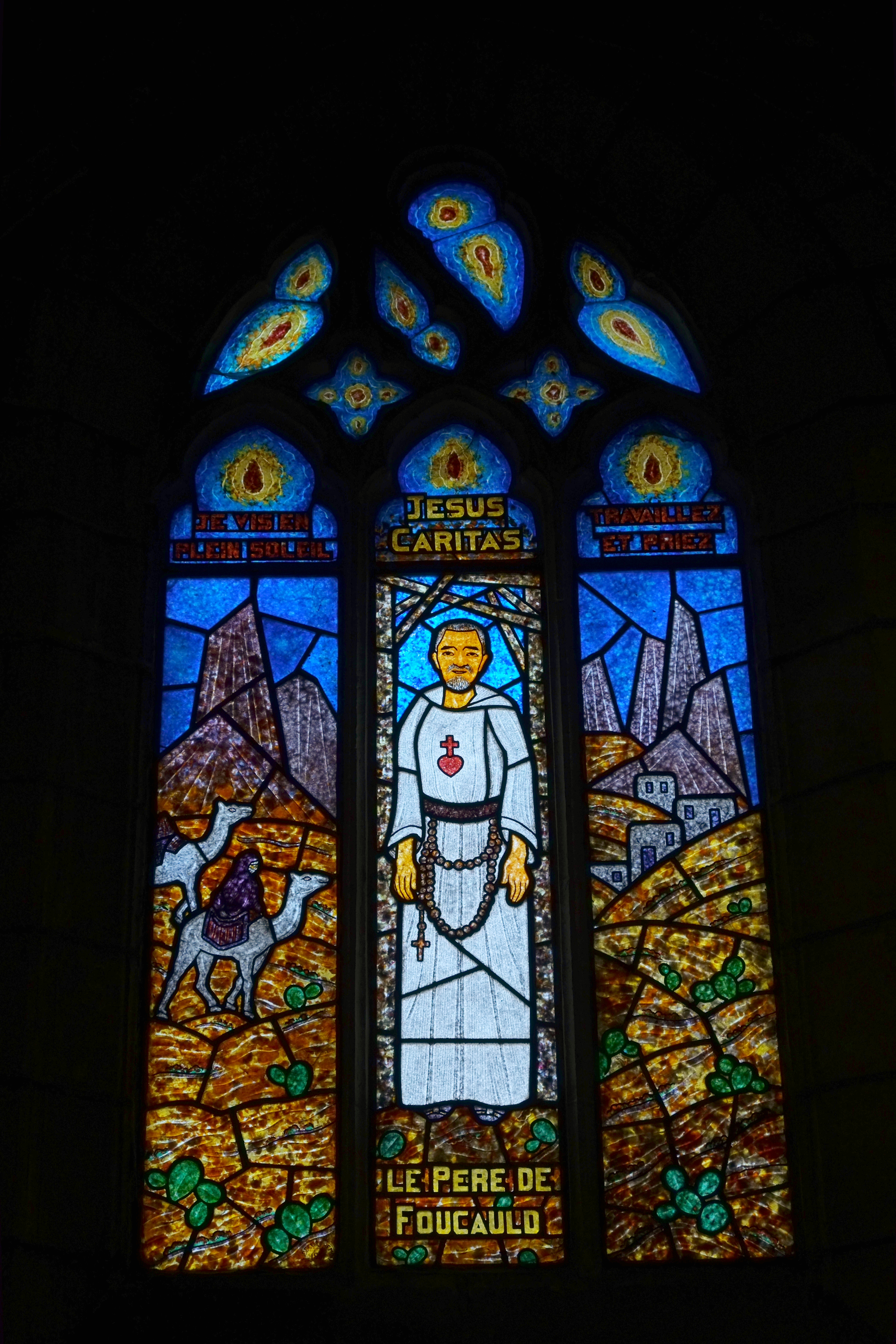
Charles de Foucauld
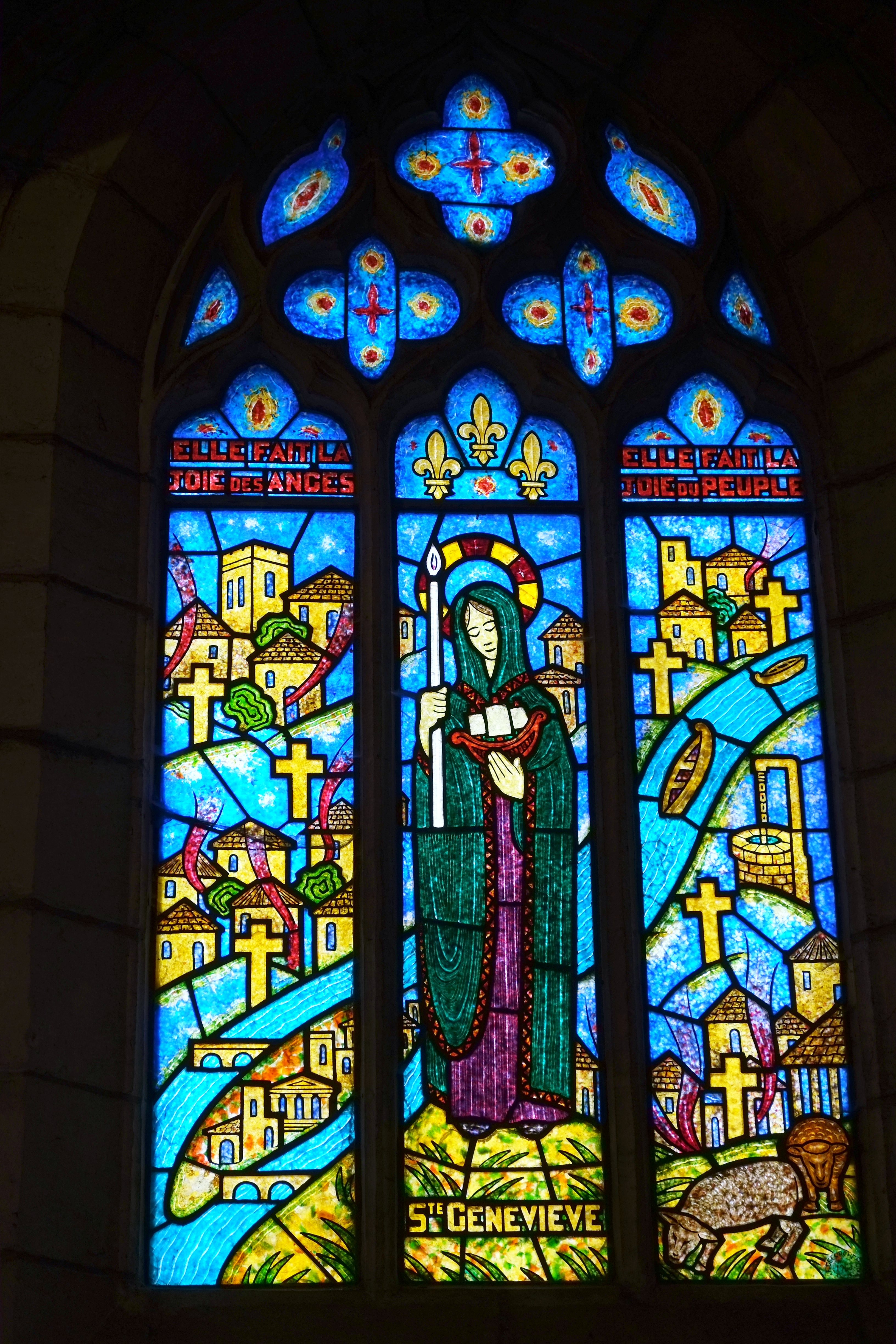
Sainte Geneviève
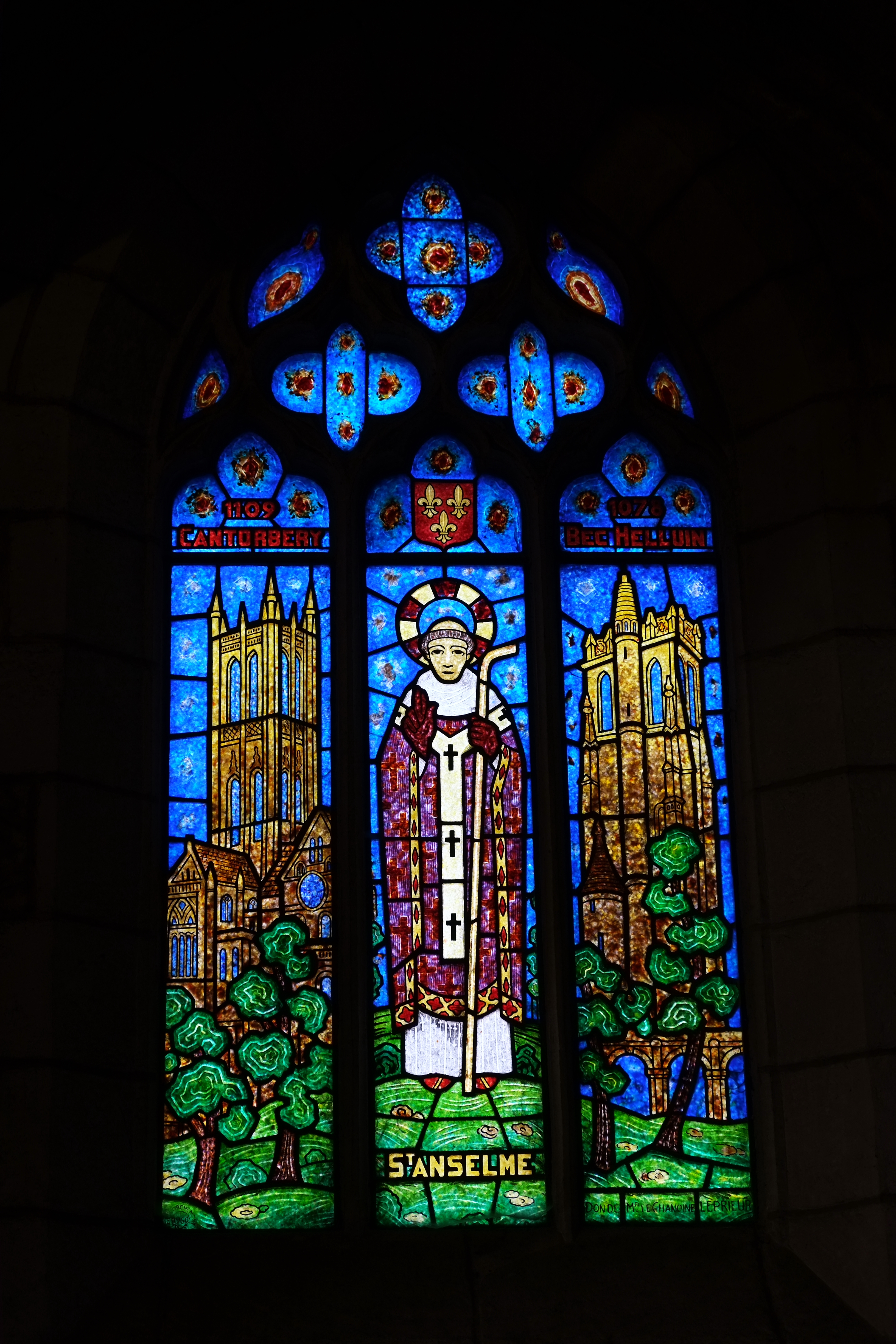
Saint Anselme
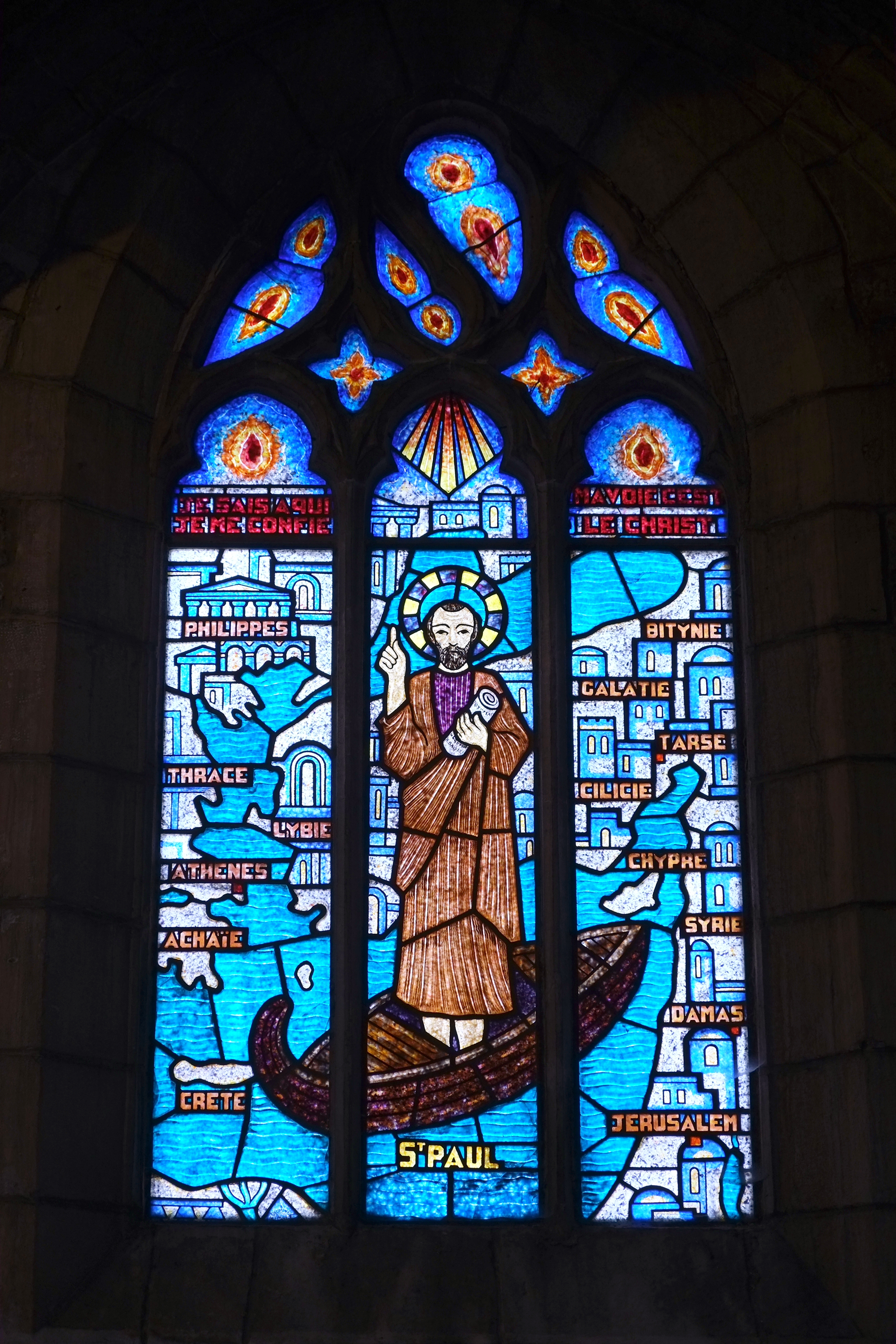
Saint Paul
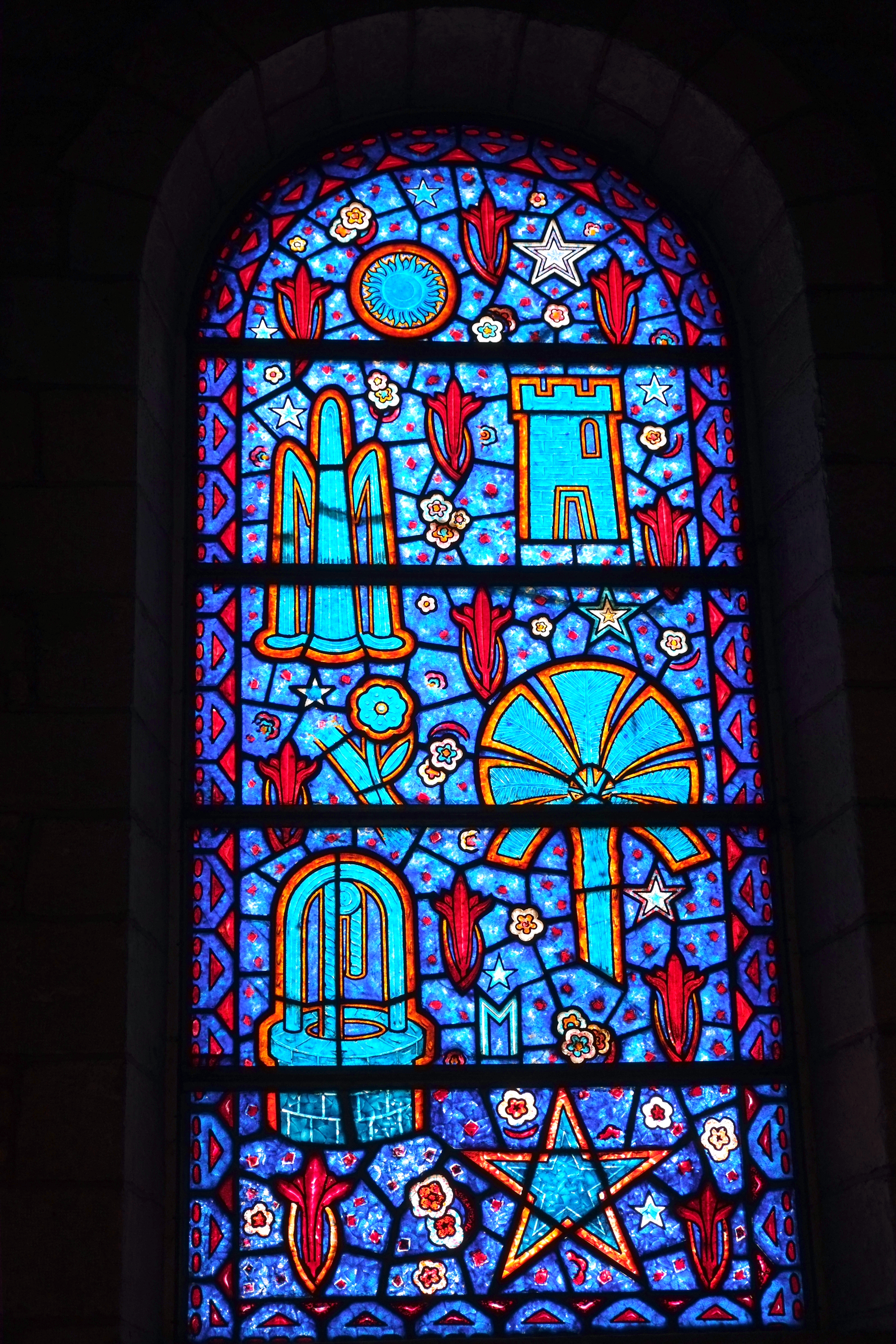
Les litanies de la Vierge
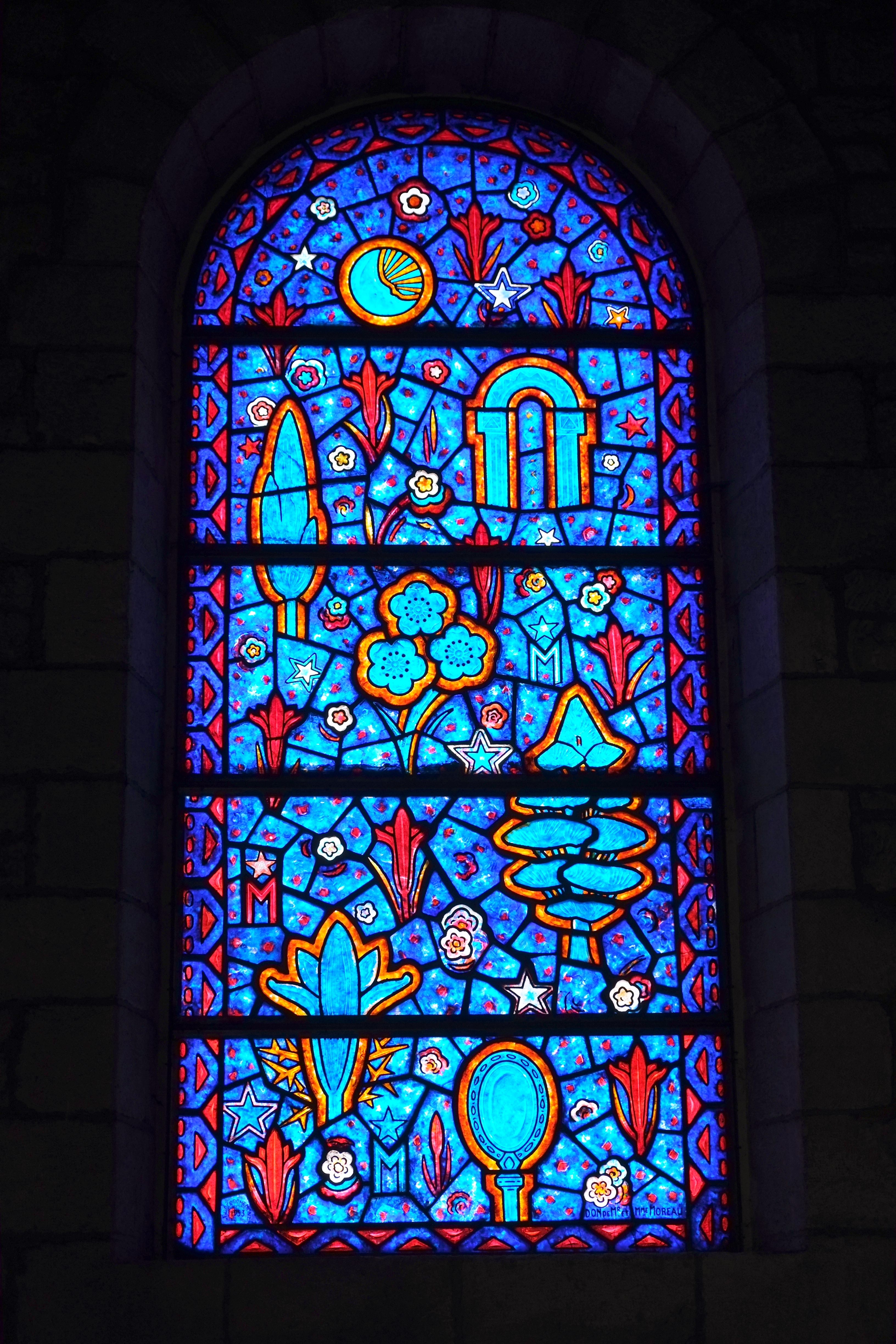
Les attributs de la Vierge
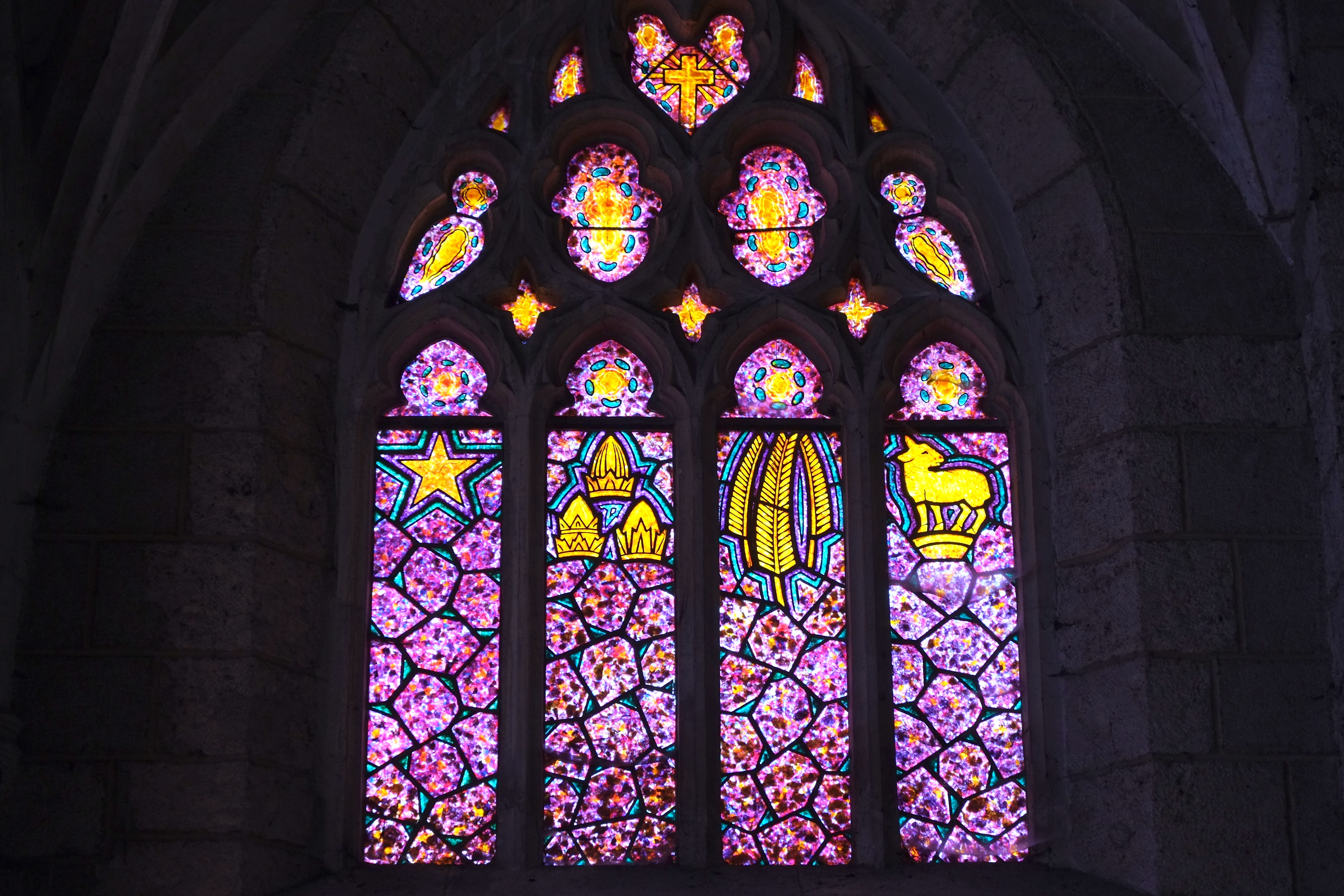
Fêtes liturgiques : Noël, Épiphanie, Rameaux, Pâques
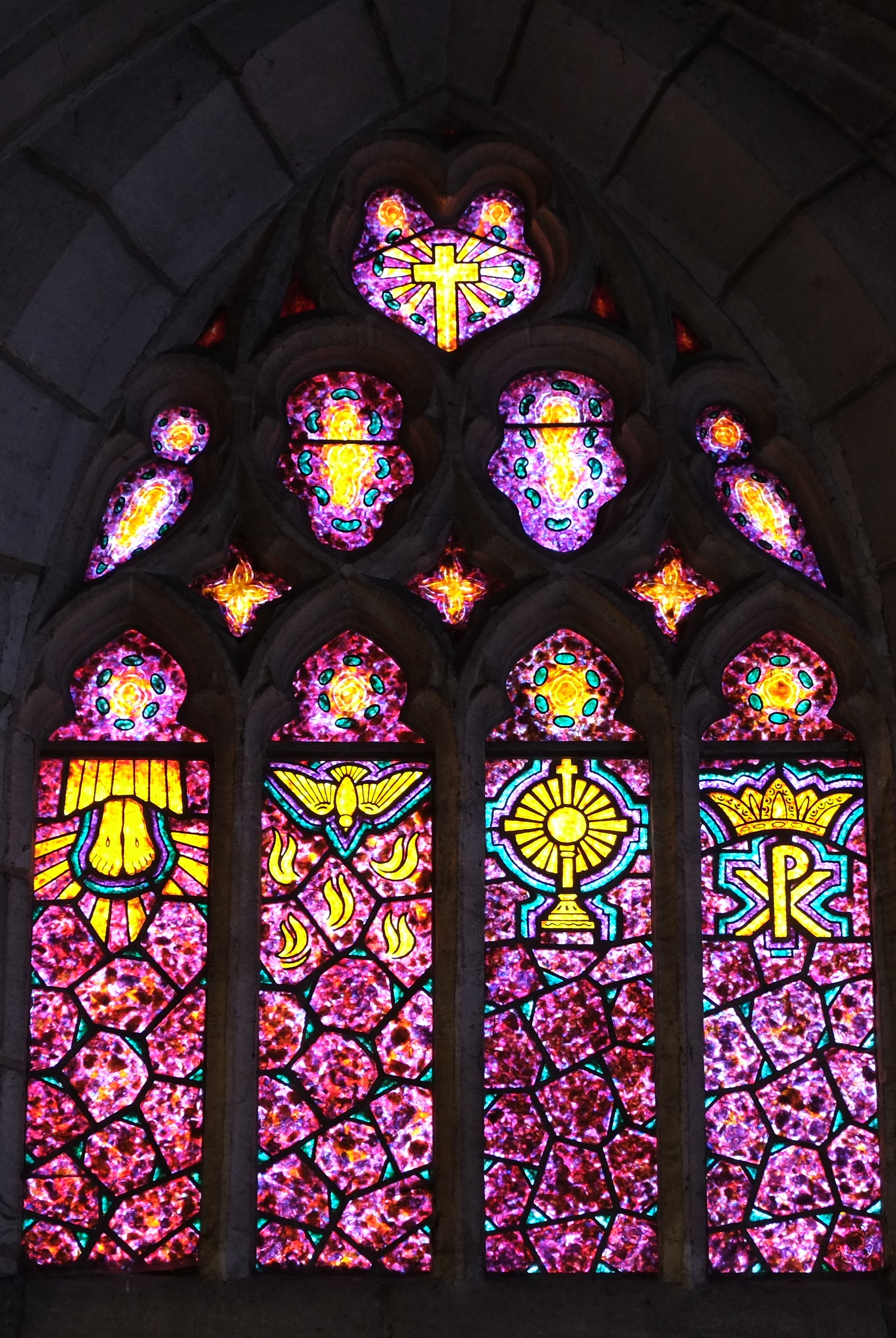
Fêtes liturgiques : Ascension, Pentecôte, Fête-Dieu, Christ-Roi

#### Seine-Maritime
- Abbaye Saint-Wandrille de Fontenelle, Rives-en-Seine, restauration du vitrail La Vierge à l'Enfant, 1950[51].

### Autres collections publiques

#### Belgique
- Musées royaux des beaux-arts de Belgique, Bruxelles[52] :
  - Capricornes, vase en pâte de verre 24 × 13 cm ;
  - Les masques, vase en pâte de verre 21,3 × 12,5 cm ;
  - Scarabées, vase en pâte de verre 14 × 18 cm ;
  - Scaarabées, vase en pâte de verre 20 × 14 cm.

#### États-Unis
- Art Institute of Chicago, deux bols et un vase en pâte de verre[53].
- Metropolitan Museum of Art, New York, bol en pâte de verre, 1928 (ancienne collection Arthur M. Bullowa)[54].

#### France

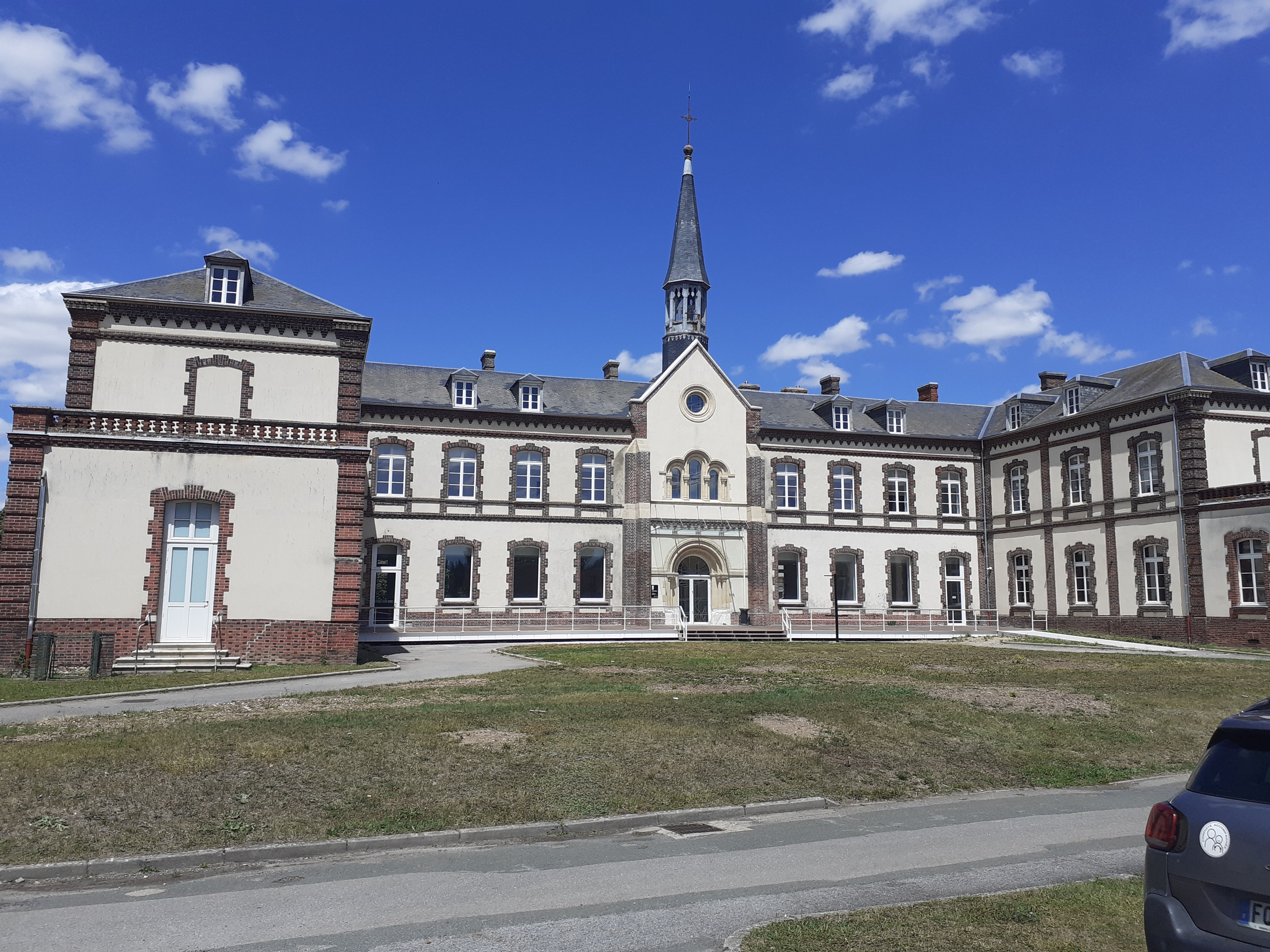
Musée du verre François-Décorchemont, Conches-en-Ouche

- Hôtel de ville de Conches-en-Ouche, verrières[3].
- Musée du verre François Décorchemont, Conches-en-Ouche, verrières[55].
- Musée d'Évreux, verrières.
- Musée national Adrien-Dubouché, Limoges[56].
- Musée des Beaux-Arts de Mulhouse[6].
- Musée des Arts décoratifs, Paris[57] :
  - Bol, pâte de verre estampée, ajourée et émaillée, 1903 (don de François Décorchemont)[58] ;
  - Grand bol aux anses de serpent (ancienne collection Paulin Daudé-Gleize)[59] ;
  - Sept pâtes de verre (ancienne collection Louis Barthou) ;
  - Nombreux dessins préparatoires (cabinet des dessins)[60].
- Musée Galliera, Paris[6].
- Musée national d'art moderne, Paris, deux vases, 1909 ; une statuette Esterelle, 1910-1911 ; deux coupes, 1912[61].
- Musée d'Orsay, Paris[62].
- Petit Palais, Paris :
  - Carafe aux trois sirènes, pâte de verre, 1912[63] ;
  - Ginkgo, vase en pâte de verre, 1913[64] ;
  - Vase crosses fougères, pâte de verre, entre 1917 et 1920[65] ;
  - Coupe, pâte de verre, vers 1925[66].
- Manufacture nationale de Sèvres[6].
- Hôtel de ville de Vernon, Saint Louis goûtant le cresson à la fontaine de Tilly en 1255, vitrail[67].Le maître-verrier Étienne Leperlier, petit-fils de l'artiste, y est représenté en porte-étendard au-dessus de Saint Louis[3].

#### Suisse
- Musée d'Art et d'Histoire de Genève[6].

### Collections privées
- Louis Barthou[3].
- René Coty[3].
- Crédit agricole, Évreux, vitraux des portes intérieures[3].
- George V, roi d'Angleterre[3].
- Barlach Heuer (1930-2019)[68].
- Paul Poiret[3].
- Robert Zunz (1880-1944), banquier et mécène, et son fils Jean Zunz (1919-2005), architecte[3].

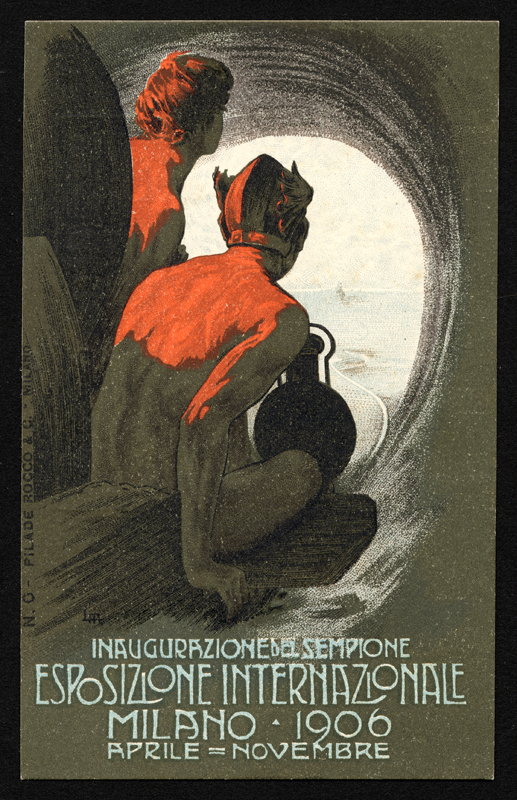
Affiche de l'Exposition universelle de Milan, 1906

## Prix et distinctions
- Grand Prix de l'Exposition universelle de Milan, 1906[5].
- Chevalier de la Légion d'honneur, 1926[5].
- Prix d'honneur pour la section vitrail, Exposition universelle de Paris, 1937[5].
- Officier de la Légion d'honneur, 1955[5].
- Officier des Arts et des Lettres, 1958[5].
- Prix Jean-Revel, 1969[5].

## Hommages
- Une rue des communes de Conches-en-Ouche, Saint-Ouen-du-Tilleul et Vernon[69] porte le nom de François Décorchemont.

### Filmographie
- Valerio Truffa, Fragments d'histoires - Musée du verre François Décorchemont, Les Lumières du regard, 2022 (Visionner en ligne - Source : YouTube ; durée : 10'54").

### Conférence
- Éric Louet, Les vitraux en pâte de verre de François Décorchemont, une originalité du XXe siècle, Galerie Colbert (INHA), Paris, 15 mars 2023 (conférence en ligne - source : YouTube ; durée : 88 min 05 s).